# Брик, Лиля Юрьевна
Ли́ля Ю́рьевна Брик (имя при рождении — Лиля (Лили) Уриевна Каган; 30 октября [11 ноября] 1891, Москва, Российская империя — 4 августа 1978, Москва, СССР) — советский прозаик и переводчик, «муза русского авангарда», хозяйка одного из самых известных в XX веке литературно-художественных салонов. Автор мемуаров, адресат произведений Владимира Маяковского, сыгравшая большую роль в жизни поэта. 15 лет была возлюбленной Маяковского. Брик познакомилась с поэтом в 1915 году. Ей, в частности, были посвящены поэмы «Про это», «Флейта-позвоночник», стихотворения «Ко всему», «Лиличка!» и многие другие произведения.
Родная сестра Эльзы Триоле. Была официально замужем за Осипом Бриком. Гражданскими мужьями Лили были Владимир Маяковский, Виталий Примаков и Василий Катанян. Биография Лили Брик переплетена с судьбами многих деятелей искусства и литературы разных стран, в том числе Сергея Наровчатова, Павла Когана, Михаила Кульчицкого, Майи Плисецкой, Родиона Щедрина, Сергея Параджанова, Андрея Вознесенского, Мартироса Сарьяна, Марка Шагала, Пабло Пикассо и других. Получив половину прав на творческое наследие Маяковского, Лиля Юрьевна участвовала в выпуске полного собрания сочинений поэта. Создала первый в Москве музей Маяковского (впоследствии ликвидированный). С конца 1950-х годов цензура стремилась исключить фамилию Брик из биографии Маяковского. Лиля Юрьевна Брик покончила жизнь самоубийством в 1978 году в возрасте 86 лет.

## Происхождение, образование

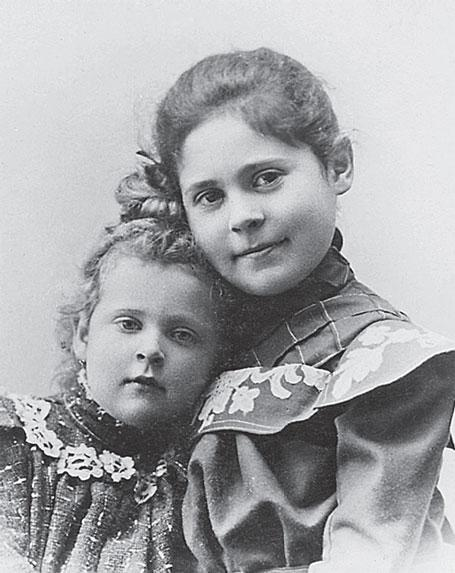
Лиля (справа) и Эльза Каган, 1900 год

Родилась в Москве в еврейской семье. Отец — Урий Абрамович (Александрович) Каган, юрист, занимавшимся защитой прав евреев в Москве; кроме того, он как юрисконсульт австрийского посольства помогал прибывавшим на гастроли артистам и антрепренёрам в решении финансовых и административных вопросов. Мать — Елена Израилевна (Юльевна) Каган (в девичестве Берман), родилась в Риге, училась в Московской консерватории, однако завершить курс не смогла из-за раннего замужества и рождения дочерей — Лили и Эльзы.
Дочери Каганов получили хорошее домашнее образование: девочки с детства говорили на русском и немецком языках, свободно — благодаря гувернантке — общались на французском, играли на рояле, участвовали в устраиваемых родителями музыкальных и литературных вечерах. В 1905 году Лиля пошла в пятый класс гимназии, которая размещалась в усадьбе Шуваловых-Голицыных на Покровке. Преподаватели отмечали склонность ученицы к математике и рекомендовали её отцу развивать способности дочери. В 1908 году, окончив гимназию, Лиля Юрьевна поступила на математический факультет Высших женских курсов. Когда интерес к науке сменился увлечённостью искусством, она оставила курсы и стала студенткой Московского архитектурного института, где начала изучать основы живописи и ваяния. Занятия скульптурой были продолжены в 1911 году в одной из студий Мюнхена.

## Первое замужество. Осип Брик

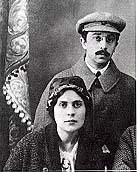
Лиля Брик, Осип Брик. 1912

Знакомство Лили с будущим мужем произошло в отроческие годы, когда семнадцатилетний Осип Брик, отчисленный из 3-й московской гимназии «за революционную пропаганду», стал руководителем посещавшегося ею кружка по изучению азов политэкономии. Осип, сын владельца торговой компании «Павел Брик, вдова и сын», в течение семи лет мягко ухаживал за Лилей, однако их встречи были нечастыми. Решающее объяснение произошло после её возвращения из Мюнхена в 1911 году; в письме родителям Осип Максимович сообщил: «Я стал женихом. Моя невеста, как вы уже догадываетесь, Лили Каган».
Весной 1912 года состоялась свадьба (церемонию провёл московский раввин), после которой молодая семья поселилась в снимаемой родителями Лили четырёхкомнатной квартире, находившейся в Большом Чернышёвском переулке. Осип Брик, работавший после окончания юридического факультета Московского университета в отцовской фирме по продаже кораллов, часто совершал поездки по Сибири и Средней Азии; Лиля, как правило, следовала за мужем. Их интерес к восточной экзотике был в ту пору столь велик, что супруги всерьёз рассматривали возможность переезда в Туркестан; замысел оказался нереализованным из-за начавшейся войны.
В 1914 году Осип Максимович начал службу в петроградской автомобильной роте (туда он попал по протекции оперного певца Леонида Собинова). Лиля, переехавшая вслед за Бриком в российскую столицу, основала в их квартире на улице Жуковского, 7, салон для творческой интеллигенции. К числу его постоянных посетителей относились финансист Лев Гринкруг, поэты Владимир Маяковский, Василий Каменский, Давид Бурлюк, Велимир Хлебников, литературоведы Роман Якобсон и Виктор Шкловский, балерины Екатерина Гельцер и Александра Доринская, у которой Лиля Юрьевна брала уроки танца. Гости обсуждали литературные и политические проблемы, музицировали, проводили время за карточной игрой; в дни особо важных партий на дверях появлялась табличка с надписью «Сегодня Брики никого не принимают».
Как писал литературовед Бенгт Янгфельдт, Лиля была «душой салона», тогда как Осип Максимович — «его интеллектуальной пружиной». Поэт Николай Асеев вспоминал об их квартире как о центре притяжения, в котором соединились «материя ручной раскраски» и «жаркие глаза хозяйки», имевшей собственное мнение по любому вопросу. По утверждению Лили Юрьевны, её брачные отношения с Бриком прекратились в 1915 году, однако он на всю жизнь остался для неё близким человеком:

Я любила, люблю и буду любить его больше, чем брата, больше, чем мужа, больше чем сына. Про такую любовь я не читала ни в каких стихах, нигде. Я люблю его с детства, он неотделим от меня. Эта любовь не мешала моей любви к Маяковскому.

## Брик и Маяковский

### Первые встречи. Поэма «Облако в штанах»

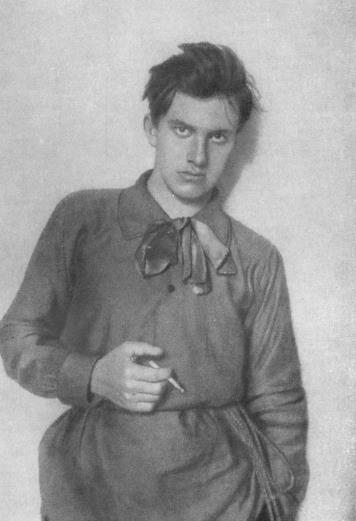
Владимир Маяковский. 1910

В автобиографии Маяковского «Я сам» день встречи с Брик в июле 1915 года определён как «радостнейшая дата». Однако присутствие поэта в семье Каганов обозначилось гораздо раньше: осенью 1913 года он познакомился с младшей сестрой Лили — Эльзой. Как рассказывала впоследствии сама Эльза, после возвращения с каникул из Финляндии она отправилась в гости к давним знакомым Хвасам, где в тот день собралось много гостей. В какой-то момент всеобщее внимание переключил на себя «необычайно большой, в чёрной бархатной блузе» человек, начавший громко читать «Бунт вещей». Непосредственное знакомство с поэтом произошло во время чаепития в мастерской; вечером Маяковский отправился провожать семнадцатилетнюю гимназистку домой.
Позже Владимир Владимирович, начавший ухаживать за Эльзой, был представлен её родителям; с Лилей, переехавшей с мужем в Петроград, они до поры до времени не пересекались. По замечанию публициста Дмитрия Быкова, младшая сестра Лили оказалась едва ли не единственным человеком в окружении Маяковского, «кому он не посвятил вовсе ничего, ни единой поэтической строчки». Но, вероятно, под её влиянием поэт сочинил стихотворение, которое Эльзе довелось прочитать первой: «Послушайте, ведь если звёзды зажигают — значит, это кому-нибудь нужно?».
Летом 1915 года Лиля приехала в Москву из Петрограда, чтобы навестить заболевшего отца. Тогда же состоялось её знакомство с Маяковским, прибывшим в дом Каганов, чтобы пригласить Эльзу на прогулку. Мимолётная встреча с человеком, ухаживавшим за младшей сестрой, не произвела, по признанию Лили, на неё никакого впечатления — скорее, добавила поводов для беспокойства: «Сижу полчаса, сижу час, пошёл дождь, а их всё нет… Родители боятся футуристов, а в особенности ночью, в лесу, вдвоём с дочкой». Месяц спустя поэт и Эльза появились в петроградской квартире Бриков — там, во время первого чтения поэмы «Облако в штанах», коренным образом изменилась судьба обеих сестёр: когда Маяковский произнёс «Вы думаете, это бредит малярия? Это было, было в Одессе», — все присутствующие оторвались от своих дел и «до конца не спускали глаз с невиданного чуда». За столом поэт попросил у хозяйки дома разрешения посвятить ей поэму и сделал на первой странице надпись: «Лиле Юрьевне Брик».

Пошёл обычный застольный разговор, но все уже понимали: случилось непоправимое, неясно ещё, хорошее или дурное, но несомненно значительное, может быть — великое. Это касалось поэмы, встречи и всего, что происходило за окнами и приобрело внезапно эпические черты.
Никто из редакторов не соглашался печатать «Облако в штанах», и Осип Брик (главный, по мнению Дмитрия Быкова, человек в творческой биографии Маяковского) издал поэму за свой счёт. Она была выпущена осенью 1915 года тиражом 1050 экземпляров с отметкой «Тебе, Лиля». Маяковский, который уже не мог жить вдали от Лили, поселился в Петрограде — сначала в гостинице, затем — на Надеждинской улице, неподалёку от дома, где жили Брики.

### Петроградский период
В Петрограде жизнь Маяковского, привыкшего к богемному существованию, изменилась: по свидетельству Николая Асеева, поэт «начал устраивать чужое, казалось бы, гнездо… как своё собственное». Он ввёл в дом Бриков своих друзей-футуристов, но одновременно стал воспринимать элементы жизни людей «другого круга»: к примеру, по настоянию Лили избавился от ярких эпатирующих одежд — в его гардеробе появились костюмы, пальто и трость. На этом этапе Лиля стала главным персонажем творчества Владимира Владимировича — ей он посвятил многие лирические произведения, в том числе изданную на средства Осипа Максимовича поэму «Флейта-позвоночник». Как утверждала Брик, поначалу она любила и ценила Маяковского только как поэта, и их личные отношения развивались тяжело:

Володя не просто влюбился в меня — он напал на меня, это было нападение. Два с половиной года не было у меня ни одной свободной минуты — буквально. Меня пугала его напористость, рост, его громада, неуёмная, необузданная страсть. Любовь его была безмерна.

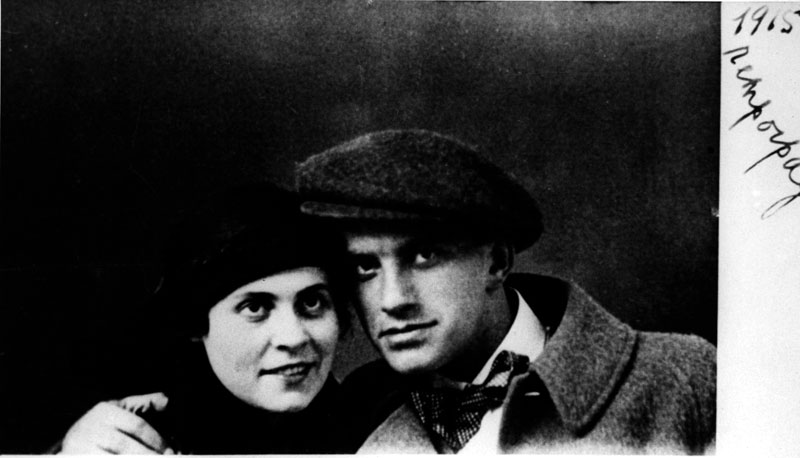
Владимир Маяковский и Лиля Брик. 1915

Некоторые элементы биографии Брик воплотились у Маяковского в «лирические самоподвзводы» — так, узнав, что накануне первой брачной ночи Лили и Осипа Максимовича Елена Юльевна Каган принесла в их квартиру игристое вино и фрукты, поэт написал стихотворение «Ко всему», в котором исследователи обнаружили почти «подростковую реакцию» на давние события и мучительную ревность к прошлой жизни своей возлюбленной: «В грубом убийстве не пачкала рук ты. / Ты уронила только: „В мягкой постели он, фрукты, вино на ладони ночного столика“./ Любовь! Только в моём воспалённом мозгу была ты!».
В декабре 1917 года Маяковский, у которого появилась возможность поработать в кинематографе, уехал в Москву. Это была его первая длительная разлука с Брик. В письмах, отправляемых в Петроград, он сообщал: «Мне в достаточной степени отвратительно. Скучаю. Болею. Злюсь», «Напиши, пожалуйста, я каждый день встаю с тоской: „Что Лиля?“». В мае 1918 года Лиля Юрьевна приехала в Москву для участия в киносъёмках; в Петроград они вернулись вместе. Сначала Маяковский прописался в квартире Бриков на улице Жуковского, затем все трое переехали в загородный дом. Позже Лиля вспоминала: «Только в 1918 году я могла с уверенностью сказать О. М. о нашей любви… Все мы решили никогда не расставаться и прожили жизнь близкими друзьями».
Сформировавшийся «тройственный союз» не был уникальным явлением в русской литературе: подобным же образом сложилась жизнь у Ивана Тургенева и Полины Виардо; Александр Герцен называл участников своей семейной «конфигурации» «четырьмя звёздочками, и как нас ни расположи, всё будем блестеть»; отношения между Николаем Щелгуновым, его женой и поселившимся в их доме поэтом Михаилом Михайловым современники воспринимали как «странный русский роман»; на определённом этапе понятие «странная семья» распространилось на Александра Блока, Любовь Менделееву и Андрея Белого. Наиболее близкой для Бриков и Маяковского моделью стала, по версии Дмитрия Быкова, история отношений Николая Некрасова с Авдотьей Панаевой, внимания которой поэт добивался всеми способами, в том числе угрозой самоубийства, и в итоге сумел сделать её своей единомышленницей, подключившейся к работе в «Современнике».

### Жизнь в Москве
Весной 1919 года Брики и Маяковский вернулись в Москву. О снятой ими неотапливаемой квартире в Полуэктовом переулке поэт позже рассказал в поэме «Хорошо!»: «Двенадцать квадратных аршин жилья. / Четверо в помещении — Лиля, Ося, я и собака Щеник». Сеттера, получившего кличку Владимир Владимирович Щен, Маяковский нашёл в Подмосковье; по уверению Лили Юрьевны, пёс и поэт были похожи: «Оба большелапые, большеголовые». Осенью Маяковский устроился на службу в Российское телеграфное агентство (РОСТА) — поэт рисовал плакаты и сочинял к ним сатирические подписи. Лиля, раскрашивавшая контуры агитационных лозунгов, выступала в качестве его помощницы.
Её деятельное участие в жизни поэта проявлялось и в том, что в 1921 году, когда у Владимира Владимировича появились некоторые сложности с выходом «Мистерии-Буфф» и поэмы «150 000 000», Брик отправилась в Ригу для поиска издателей, готовых выпускать книги Маяковского и его друзей-футуристов. Для пропаганды их творчества она написала и опубликовала две статьи в газете «Новый путь» — печатном органе полпредства РСФСР в Латвии.

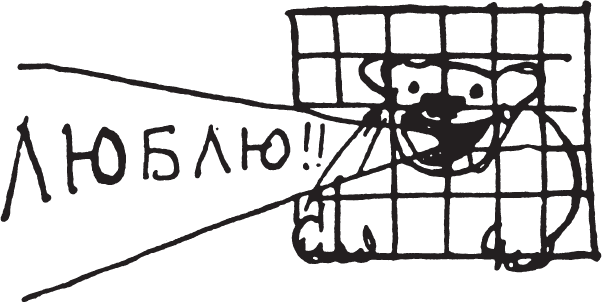
Рисунок из письма Маяковского к Лиле Брик с указанной датой «19 февраля 1923 года» и обратным адресом «Москва, Редингская тюрьма»

Кризис в отношениях наступил зимой 1922 года. Лиля Юрьевна предложила Маяковскому расстаться на два месяца, потому что ей показался утомительным сложившийся «старенький, старенький бытик». Разлука должна была продлиться до 28 февраля 1923 года, и Брик пережила её весьма спокойно, тогда как для Маяковского расставание превратилось в «добровольную каторгу»: он стоял у дома возлюбленной, писал ей письма, передавал через Николая Асеева подарки, в том числе символические — например, птицу в клетке. В письме к Эльзе Лиля сообщала, что «он днём и ночью ходит под моими окнами, нигде не бывает и написал лирическую поэму в 1300 строк» — речь шла о поэме «Про это», вышедшей впоследствии с посвящением «Ей и мне». Когда заявленный Лилей «срок заключения» истёк, Брик и Маяковский встретились на вокзале и сели в поезд, отправлявшийся в Петроград. В дневнике, который поэт вёл во время вынужденного «заточения», сохранилась запись:

Я люблю, люблю, несмотря ни на что и благодаря всему, любил, люблю и буду любить, будешь ли ты груба со мной или ласкова, моя или чужая. Всё равно люблю. Аминь… Любовь это жизнь, это главное. От неё разворачиваются и стихи и дела и всё пр… Без тебя (не без тебя «в отъезде», внутренне без тебя) я прекращаюсь. Это было всегда, это и сейчас.

### Участие в ЛЕФе

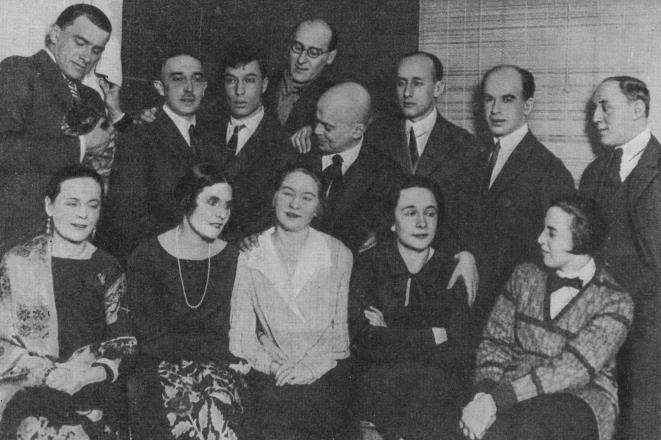
В верхнем ряду: Владимир Маяковский с подарком Лили — бульдогом Булькой, Осип Брик, Борис Пастернак, Сергей Третьяков, Виктор Шкловский, Лев Гринкруг, Осип Бескин и секретарь ЛЕФа Пётр Незнамов. Сидят: Эльза Триоле, Лиля Брик, Раиса Кушнер, Елена Пастернак, Ольга Третьякова. 1925

Предложенный Лилей двухмесячный перерыв в отношениях разлучил Маяковского с возлюбленной, но не с Осипом Максимовичем, который зимой 1922—1923 года почти ежедневно приезжал к поэту в его «комнату-лодочку» в Лубянском проезде (туда Владимир Владимирович перебрался из общей квартиры во время «добровольной каторги»), чтобы обсудить и выработать концепцию нового творческого объединения литераторов. Руководителем сообщества, получившего название «Левый фронт искусств», стал Маяковский, но реальным организатором и главным идеологом ЛЕФа был, по мнению исследователей, остававшийся в тени Осип Брик. Он умело направлял творческую энергию своих близких в нужное русло, и потому в первом номере журнала «ЛЕФ» были опубликованы и написанная «в заключении» поэма «Про это», и переведённая Лилей трагедия Карла Виттфогеля «Беглец».
Штаб-квартирами для ЛЕФа стали сначала дача на Большой Оленьей улице, затем — полученная поэтом четырёхкомнатная квартира в Гендриковом переулке, на дверях которой висела медная табличка с надписью «Брик. Маяковский». На лефовские «вторники» обычно собиралось много гостей, читавших новые произведения и бурно обсуждавших содержание очередных выпусков своего издания.
Журнал «ЛЕФ» вошёл в историю не только публикацией мемуаров Дмитрия Петровского, «Одесских рассказов» Исаака Бабеля, статей о теории литературы Осипа Брика, Виктора Шкловского, Бориса Эйхенбаума, Сергея Третьякова, но и репутацией «семейного предприятия». Иногда эта «семейственность» обозначалась прямо (к примеру, в образе главной героини повести Осипа Максимовича «Непопутчица» осведомлённые читатели легко узнали Лилю), иногда — косвенно: подписчики из номера в номер знакомились с хроникой быта Бриков-Маяковского. Порой дискуссии в штаб-квартире перерастали в конфликты. Так, Лиля Юрьевна спустя десятилетия вспоминала о том, как в 1926 году во время одного из обсуждений она вмешалась в диалог о Пастернаке и получила ответ от Виктора Шкловского: «Ты домашняя хозяйка! Ты здесь разливаешь чай». По одной из версий, Маяковский, наблюдавший за этой сценой, «стоял неподвижно, со страдальческим выражением лица»; по другой (воспроизведённой литературоведом Бенедиктом Сарновым со ссылкой на Лилю Юрьевну), «Володя выгнал Витю из дома. И из ЛЕФа».

### Путешествия
В 1920-х годах Маяковский и Брики совершили немало путешествий — как вместе, так и поодиночке. Летом 1922 года Лиля отправилась в Берлин, затем навестила в Англии Елену Юльевну Каган, работавшую в советском торгпредстве «Аркос». Устав от литературных дебатов, почти непрерывно проходивших в их московской квартире, Брик в письме переводчице Рите Райт откровенно признавалась: «Ужасно рада, что здесь нет футуристов». Осенью в Германию прибыли Осип Максимович и Маяковский; для Владимира Владимировича, до этого лишь однажды побывавшего с недолгим визитом в Риге, посещение Берлина стало первым большим зарубежным выездом. По воспоминаниям Бориса Пастернака, он был «как маленький ребёнок обескуражен, растроган и восхищён живой огромностью города». Для Лили, встретившей Брика и Маяковского на вокзале, поэт ежедневно заказывал доставку больших букетов цветов; питались они в хороших ресторанах, а жили в «Курфюрстенотеле», находившемся в центральной части города. Деловая часть программы была связана с участием в поэтических чтениях и дискуссиях о современной литературе.
Через полгода все трое вновь отправились в Германию — на сей раз в качестве средства передвижения ими был выбран самолёт, следовавший по маршруту «Москва — Кёнигсберг». Этот полёт — первый в их жизни — запомнился тем, что из чемодана Маяковского (багаж доставлялся на отдельном «аэроплане») жандармы изъяли рукописи. Кроме того, пассажиров в воздухе настигла гроза — об этом поэт рассказал в строчках: «Ямы воздуха. С размаха ухаем. Рядом молния. Сощурился Ньюбо́льд. Гром мотора. В ухе и над ухом. Но не раздраженье. Не боль». Позже Брики и Владимир Владимирович переместились на курорт Нордернай — как вспоминал присоединившийся к ним Виктор Шкловский, «Маяковский играл с морем, как мальчик».
В 1928 году, когда поэт выехал в Париж, Лиля в одном из писем напомнила ему про автомобиль Renault, о покупке которого они говорили в течение нескольких месяцев. Инструкции, которые дала Брик, были чёткими: «1) предохранители спереди и сзади, 2) добавочный инжектор сбоку, 3) электрическую прочищалку для переднего стекла, 4) фонарик сзади с надписью „стоп“». Несмотря на некоторые сложности с гонорарами, Маяковский выполнил просьбу Лили — в Москву был доставлен четырёхместный чёрно-серый автомобиль. Брик впоследствии писала, что в ту пору она была, вероятно, единственной жительницей советской столицы, сидевшей за рулём: «Кроме меня управляла машиной только жена французского посла».

### Последние годы жизни Маяковского
По утверждению Лили Юрьевны, за пять лет до смерти Маяковского из их отношений с поэтом была исключена интимная составляющая. В одном из писем, адресованных Владимиру Владимировичу и датированных 1925 годом (по другим данным — 1924-м), Брик заметила, что прежние чувства стали угасать: «Мне кажется, что и ты уже любишь меня много меньше и очень мучиться не будешь». С определённого момента Осип Максимович в разговорах с их общими друзьями также стал упоминать о том, что «Володе нужен собственный дом». Однако все попытки создать «своё гнездо» оказывались неудачными: «Лиля… была женщиной Серебряного века и многое готова была терпеть… А новые женщины не терпели ни этого напора, ни этих вспышек, и когда он требовал, чтобы они здесь же, сейчас же ушли к нему, — они, как Татьяна Яковлева, выбирали виконта или, как Нора Полонская, ехали на репетицию пьесы „Наша молодость“».
С Татьяной Яковлевой Маяковский познакомился во Франции через Эльзу Триоле, которая характеризовала новую возлюбленную поэта как человека весьма активного: «В ней была молодая удаль, бьющая через край жизнеутверждённость, разговаривала она, захлёбываясь, плавала, играла в теннис, вела счёт поклонникам». Яковлева оказалась едва ли не единственной женщиной из окружения Владимира Владимировича, по отношению к которой Брик испытала нечто вроде ревности: Лилю Юрьевну задела «творческая измена» поэта, посвятившего Татьяне Алексеевне два произведения — «Письмо товарищу Кострову из Парижа о сущности любви» и «Письмо Татьяне Яковлевой».
В феврале 1930 года Лиля Юрьевна и Осип Максимович отправились в поездку по Европе. Последнее большое письмо, отправленное им Маяковским, датировано 19 марта — поэт рассказывал о премьере спектакля «Баня» в театре Мейерхольда, сообщал о повседневных делах; в конце стояла просьба: «Пишите, родные, и приезжайте скорее». Лиля отправляла ему телеграммы из разных городов — Берлина, Лондона, Амстердама, упоминала, что встревожена его молчанием, даже грозила: «Если не напишешь немедленно — рассержусь».
14 апреля Брики, возвращавшиеся домой, купили в столице Нидерландов подарки для Владимира Владимировича: сигары, галстуки, бамбуковую трость. Из Амстердама в Москву ушла открытка с текстом: «До чего здорово тут цветы растут! Настоящие коврики — тюльпаны, гиацинты, нарциссы». Послание не было прочитано Маяковским: в тот же день он покончил жизнь самоубийством.
Известна история о том, как поэт заказал для своей музы Лили Юрьевны Брик кольцо, на котором были выгравированы её инициалы. Буквы, размещенные по ободу кольца, образовали бесконечное признание в любви. По легенде, Брик носила на шее цепочку с этим кольцом до конца жизни.

## Лиля Брик в поэзии Маяковского
По замечанию Дмитрия Быкова, если реальную Брик «придумал и воспитал» Осип Максимович, то литературную Лилю «сочинил» Маяковский, — и она, будучи человеком гибким и восприимчивым, «не сопротивлялась двум своим пигмалионам». С 1915 года вплоть до встречи поэта с Татьяной Яковлевой Лиля Юрьевна оставалась главной героиней всех лирических произведений Владимира Владимировича; ей же он посвятил все поэмы, написанные до 1928 года. Так, вскоре после знакомства с Бриками Маяковский написал «Флейту-позвоночник» — произведение о трагической любви, в котором автор выплеснул обуревавшую его страсть с помощью «пылающих метафор»: «Я душу над пропастью натянул канатом, / жонглируя словами, закачался над ней».
Сочинённое в 1916 году стихотворение «Лиличка!» («Вспомни — за этим окном впервые / руки твои, исступлённый, гладил»), в котором поэт «короновал» возлюбленную, литературный критик Юрий Карабчиевский назвал «самым подлинным из всего написанного Маяковским». Бенедикт Сарнов признавался, что при первом чтении этого произведения он «прямо-таки физически ощущал, какой необыкновенной, какой непохожей на всё, что приходилось мне раньше читать и слышать о любви мужчины к женщине, была любовь Маяковского к его Лиле».
В изданной в 1918 году поэме «Человек» «экзистенциальная тематика» соседствует с бытовыми подробностями, среди которых опять-таки угадывается присутствие Лили Юрьевны: «Намёки на неё многочисленны, от конкретного адреса — даже номера квартиры! — до перечисления произведений Маяковского». В начале 1922 года Владимир Владимирович написал поэму «Люблю» — это был период, когда отношения с Брик казались вполне гармоничными, поэтому литературоведы характеризуют произведение как одно из самых светлых творений Маяковского: «Пришла — деловито, за рыком, за ростом, взглянув, разглядела просто мальчика. / Взяла, отобрала сердце и просто пошла играть — как девочка мячиком».

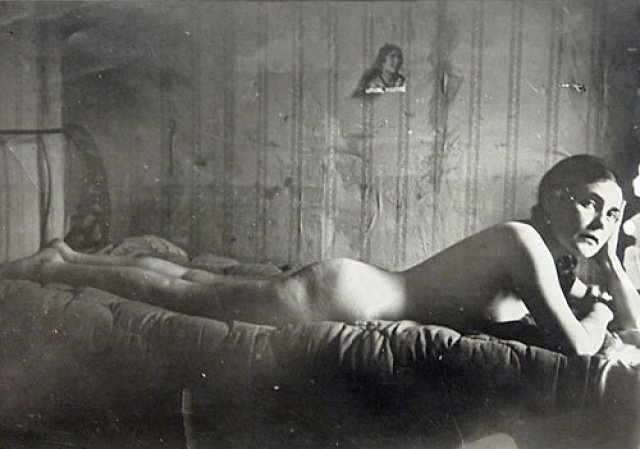
Лиля Брик. Фото Осипа Брика

Замысел поэмы «Про это», ставшей, по мнению Дмитрия Быкова, «и прорывом, и высшим его свершением», начал складываться у Маяковского летом 1922 года — в автобиографии «Я сам» Владимир Владимирович обозначил краткий план будущего произведения словами: «Задумано: О любви. Громадная поэма»; позже в прологе поэт показал, что созревающая идея долго не оставляла его: «Эта тема ножом подступила к горлу».
Однако непосредственная работа над произведением началась во время вынужденной разлуки с Лилей. Приступая к поэме, Маяковский сделал в дневнике запись: «Теперь я чувствую, что меня совсем отодрали от жизни, что больше ничего и никогда не будет. Жизни без тебя нет». В черновых набросках поэмы фигурировало имя лирической героини — Лиля; в итоговом варианте появилось местоимение «она»: «В постели она. Она лежит. / Он. На столе телефон. / „Он“ и „она“ баллада моя. / Не страшно нов я».
Повествование о Лиле Юрьевне включено и в октябрьскую поэму «Хорошо!», приуроченную к 10-летию революции: в произведении присутствуют воспоминания о тяжёлой зиме 1919—1920 годов, когда Брики и Маяковский жили в холодном доме в Полуэктовом переулке, — из-за постоянного недоедания глаза героини «сжала голода опухоль», и автор-рассказчик принёс ей в качестве самого дорогого из даров две морковки: «Если я чего написал, если чего сказал — тому виной глаза-небеса, любимой моей глаза. Круглые да карие — горячие до гари».

## Кинематографические опыты

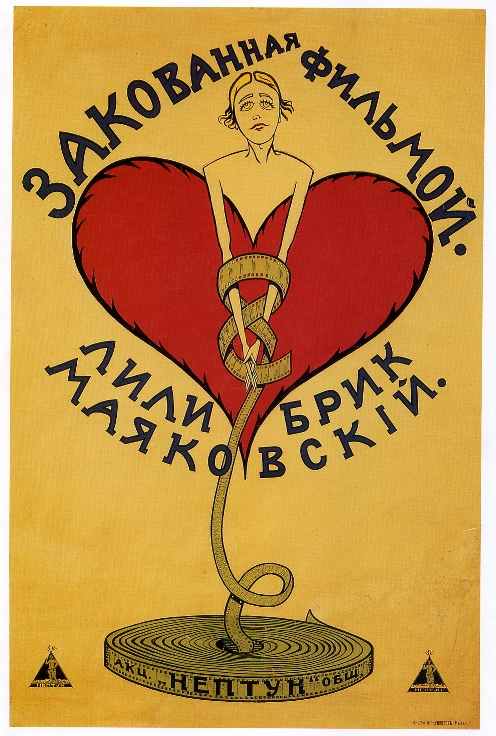
Рекламный плакат картины «Закованная фильмой». 1918

В марте 1918 года, начав сниматься в фильме «Барышня и хулиган», Маяковский сообщил находившейся в Петрограде Лиле: «Играю в кинемо. Сам написал сценарий. Роль главная». Брик в ответном письме попросила: «Милый Володенька, пожалуйста, детка, напиши сценарий для нас с тобой». Уже через месяц газета «Мир экрана» оповестила читателей о приобретённом студией «Нептун» новом сценарии поэта, названном «Закованная фильмой». В основу сюжета автор положил историю встречи неприкаянного Художника и сошедшей с экрана Балерины; образы главных героев создавались с учётом актёрской органики будущих исполнителей — Маяковского и Лили Юрьевны.
Картина была снята достаточно быстро, Брик вела себя на площадке непринуждённо и порой даже успокаивала Владимира Владимировича. Однако экранная история любви до зрителей не дошла из-за того, что во время пожара в кинокомпании плёнка была уничтожена. Тем не менее благодаря Маяковскому, который приносил домой из монтажной разрозненные срезки, Лиле удалось сохранить часть исходных записей. Впоследствии она передала эти фрагменты итальянскому поэту-авангардисту Джанни Тотти, который создал на их основе полнометражную версию «Закованной фильмой».
В 1929 году Брик уже сама выступила в роли создателя картины: вместе с режиссёром Виталием Жемчужным она не только написала сценарий документально-игрового фильма «Стеклянный глаз», но и участвовала в его производстве как постановщик. Лента представляла собой пародию на «целлулоидные страсти», которыми изобиловал чёрно-белый кинематограф того времени. Для участия в съёмках Лиля Юрьевна пригласила Веронику Полонскую, поспособствовав тем самым знакомству Маяковского с молодой актрисой МХАТа, включённой через год поэтом в число членов его семьи.
Сразу после выхода «Стеклянного глаза» Брик предложила «Межрабпомфильму» сценарий, озаглавленный «Любовь и долг, или Кармен». В своих воспоминаниях Лиля Юрьевна рассказывала, что её новый замысел очень нравился Маяковскому, который мечтал сыграть в очередной кинопародии роль апаша. Предполагалось, что к работе подключатся друзья и близкие знакомые поэта; участники будущей картины готовы были отказаться от гонорара — им требовался только съёмочный павильон. Однако проект оказался нереализованным: члены Главного репертуарного комитета остались недовольны тем, что авторы фильма намерены «на протяжении 1800 метров одевать и раздевать, целовать и душить, арестовывать и освобождать, закалывать Кармен — и не в одном виде, а в целых 4-х». Протокол заседания главреперткома завершался вердиктом: «Сценарий запретить категорически без права каких-либо переделок».
В канун 80-летия Маяковского режиссёр Сергей Юткевич приступил к съёмкам телевизионной ленты «Маяковский и кино», в которой планировалось собрать фрагменты всех киноработ поэта, включая «Закованную фильмой». Идея вызвала протест со стороны директора и парторга музея Маяковского, обратившихся в ЦК КПСС с просьбой обратить внимание на картину, в которой «глашатай революции, полпред Ленинской партии в поэзии… выступает в роли хулигана и в роли скучающего художника»: «Главное, чего хочет С. Юткевич, — это показать советскому зрителю, как „садилась на колени“ Маяковскому Л. Ю. Брик». В результате работа над фильмом была приостановлена.

## Романы Лили Брик
В юности Лиля неоднократно перечитывала роман Чернышевского «Что делать?» и считала, что жизненное устройство его героев, свободных от условностей и таких «пережитков старого быта», как ревность, должно быть образцом для подражания. В зрелые годы, отвечая на вопросы о любви, Брик сообщала: «Я всегда любила одного. Одного Осю… одного Володю… одного Примакова… одного Ваську…». Художественный критик Николай Пунин, не скрывавший своего поклонения перед Лилей Юрьевной, называл её «самой обаятельной женщиной, которая много знает о человеческой любви и любви чувственной». Писатель Вениамин Каверин, увидевший Брик в 1920 году в доме Виктора Шкловского, рассказывал о ней как о «прелестной, необыкновенно красивой, милой женщине». В свою очередь, Шкловский говорил, что Лиля могла позволить себе быть какой угодно — «женственной, капризной, гордой, пустой, непостоянной, влюблённой, умной».
Одним из принципов, который Брики и Маяковский совместно приняли в 1918 году, было предоставление членам «семьи» определённой свободы: «Дни принадлежат каждому по его усмотрению, ночью все собираются под общим кровом». Поэтому Лиля не видела никакой драмы в том, что её роман с 42-летним партийным функционером Александром Краснощёковым развивался у всех на глазах. Отношения, о которых «уже судачила вся Москва», были прерваны арестом Краснощёкова: его обвинили в злоупотреблениях при проведении финансовых операций в только что созданном Промышленном банке. В сентябре 1923 года Александр Михайлович был арестован и помещён в Лефортовскую тюрьму. Его тринадцатилетнюю дочь Луэллу Брик забрала в свой дом. Вместе с девочкой она носила Краснощёкову передачи, а в письмах Маяковскому признавалась: «Не могу бросить А. М., пока он в тюрьме».
Краснощёкова амнистировали в 1925 году, но возврата к прежним отношениям уже не было: Брик увлеклась кинорежиссёром Львом Кулешовым. По словам Бенгта Янгфельдта, 28-летний Кулешов, снявший к тому времени такие фильмы, как «Необычайные приключения мистера Веста в стране большевиков» и «Луч смерти», был настолько покорён Лилей, что посвящал ей мадригалы. Летом 1927 года возлюбленные отправились в путешествие по Кавказу, посетили Тифлис, побывали в курортном посёлке Махинджаури. Далее их маршрут пролегал через Харьков, на вокзале которого Лилю ждал Маяковский. Выбросив чемодан в окно, она покинула вагон и вместе с поэтом поехала в местную гостиницу — там Владимир Владимирович в течение ночи читал ей новые главы октябрьской поэмы «Хорошо!».
В 1929 году в жизни Брик появился Юсуп Абдрахманов — партийный деятель из Кыргызстана. Находясь в командировке в Москве, он с поэтом-футуристом Борисом Кушнером пришёл в квартиру Бриков-Маяковского в Гендриковом переулке и был очарован хозяйкой дома. Летом они провели вдвоём несколько дней в Ленинграде и Павловске. Брик пригласила его и на праздник в честь 20-летней творческой деятельности Маяковского. По воспоминаниям гостей, «Юсуп не сводил восхищённых глаз с Лили, которая была в полуголом платье», привезённом ей Владимиром Владимировичем из Парижа. Исследователи утверждали, что из всех поклонников Брик Юсуп Абдрахманов был наиболее загадочным человеком.

## Причастность к спецслужбам
Слухи о возможной причастности Бриков к политическим спецслужбам циркулировали в литературном сообществе начиная с 1920-х годов. Так, занимавшийся изучением этой темы Бенгт Янгфельдт воспроизвёл фразу Бориса Пастернака о том, что ему было «страшно» слышать, как Лиля Юрьевна говорила гостям салона: «Подождите, скоро будем ужинать, как только Ося [придёт] из Чека». На дверях квартиры Маяковского-Бриков в течение некоторого времени висела эпиграмма, написанная предположительно Сергеем Есениным: «Вы думаете, здесь живёт Брик, исследователь языка? / Здесь живёт шпик и следователь Чека». Писательница Лидия Чуковская в книге «Записки об Анне Ахматовой» рассказывала о том, как Анна Андреевна отзывалась о кружке избранных лиц, собиравшихся вокруг Лили: «Литература была отменена, оставлен был один салон Бриков, где писатели встречались с чекистами».
В годы перестройки, когда стали открываться малодоступные архивы, публицист Валентин Скорятин опубликовал на страницах «Журналиста» (1990, № 5) информацию о найденных в хранилищах НКИД материалах, согласно которым Осипу Максимовичу принадлежало удостоверение ГПУ № 24541, а Лиле Юрьевне — № 15073. Осип Брик, по данным исследователей, числился уполномоченным 7-го отделения секретного отдела с июня 1920-го по январь 1924 года и был уволен «как дезертир» за уклонение «от участия в чекистских операциях» (в архивах были найдены подписанные медиками многочисленные справки об освобождении его от службы). Лиля Юрьевна получила удостоверение в 1922 году — как предположил Бенгт Янгфельдт, этот документ, зарегистрированный за пять дней до отъезда Брик в Англию, не являлся свидетельством её деятельности в ГПУ: вероятно, он был необходим для ускорения процедуры оформления загранпаспорта. Этой же версии придерживался и публицист Аркадий Ваксберг, считавший, что в истории с получением удостоверения речь идёт не о штатной работе Лили в органах госбезопасности, а о «правовой базе» для получения выездных документов.
Тем не менее в окружении Бриков и Маяковского было действительно немало чекистов. Свидетельством того, что поэт в ту пору весьма лояльно относился к политическим спецслужбам, являются написанные им в 1920-х годах строчки «Солдаты Дзержинского нас берегут», «Бери врага, секретчики!», «Плюнем в лицо той белой слякоти, сюсюкающей о зверствах Чека», «ГПУ — это нашей диктатуры кулак сжатый». По воспоминаниям художницы Елизаветы Лавинской, с определённого момента «на лефовских „вторниках“ стали появляться все новые люди — Агранов с женой, Волович, ещё несколько элегантных юношей непонятных профессий». Пришедшего в салон начальника особого отдела ОГПУ Агранова представил присутствующим сам Маяковский, сообщивший, что Яков Саулович занимается «в органах госбезопасности вопросами литературы».
Став постоянным посетителем салона Лили Брик, Агранов вошёл в круг близких знакомых Маяковского (по некоторым данным, Владимир Владимирович называл чекиста «Янечкой» и «Агранычем»), а после смерти поэта принимал самое активное участие в организации его похорон — в некрологе, подписанном «группой товарищей», фамилия Якова Сауловича стояла первой. Молва связывала хозяйку салона и её влиятельного гостя «особыми отношениями» — к примеру, Майя Плисецкая писала, что Лиля Брик «была любовницей чекиста Агранова, заместителя Ягоды». Эту информацию опроверг писатель Василий Катанян — в своей книге воспоминаний он привёл слова Лили Юрьевны по поводу её романа с комиссаром госбезопасности:

Я не слышала, чтобы наши имена как-то связывали. Это появилось позже, когда Агранова расстреляли. Но вообще стоило мне приветливо поговорить с мужчиной или, наоборот, отринуть его, как тут же появлялось сочинение на тему «Лиля Брик и NN» и шло по городу, обрастая подробностями.

## После смерти Маяковского

### Наследственные вопросы

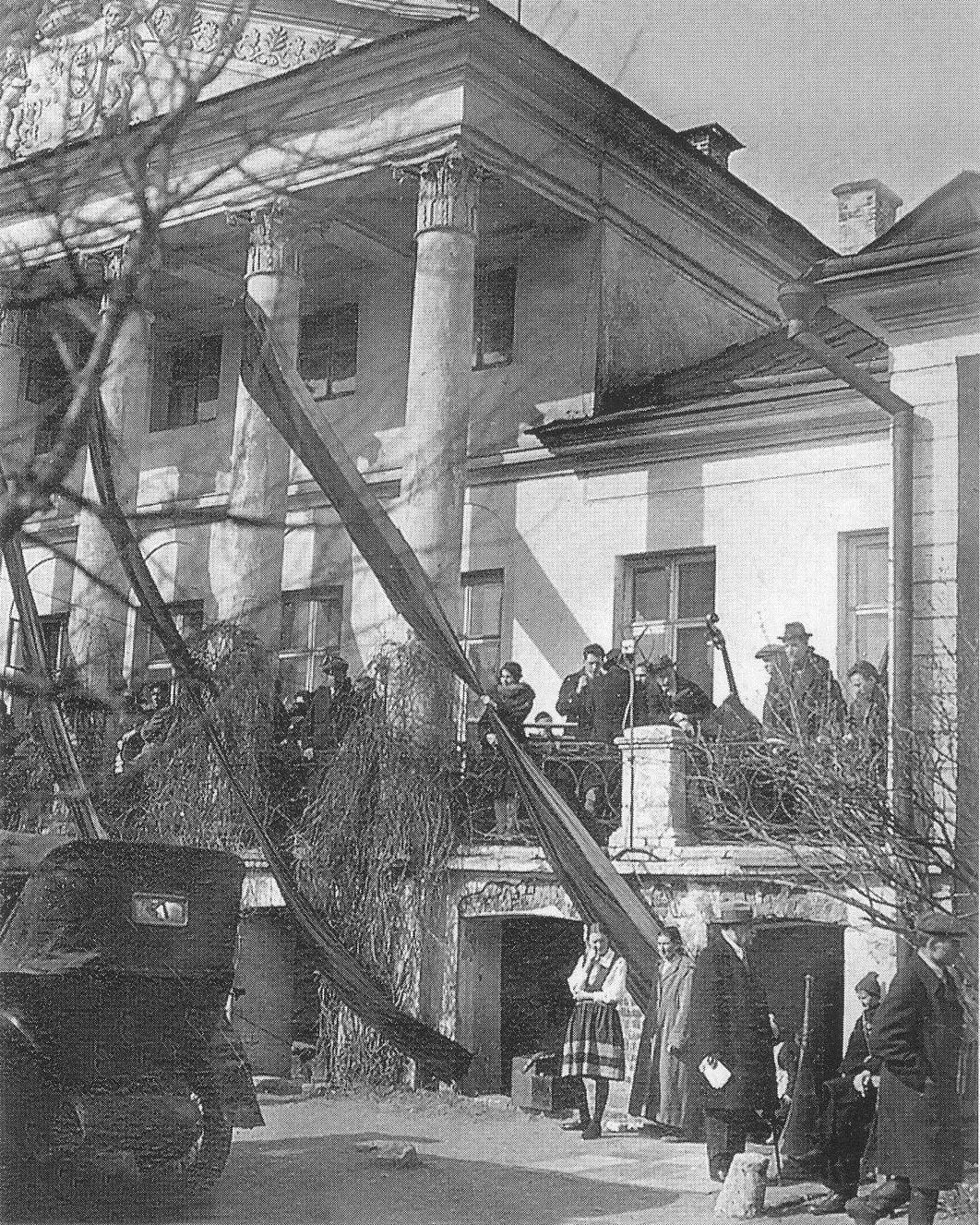
Писательский клуб в день похорон Маяковского. 17 апреля 1930 года

Известие о смерти Маяковского застало Лилю и Осипа Бриков в Берлине — в апреле 1930 года, возвращаясь в СССР, они остановились в гостинице, швейцар которой передал чете телеграмму с текстом «Сегодня утром Володя покончил с собой». Брики немедленно обратились в советское полпредство, где им помогли с ускоренным оформлением виз; Лиля Брик связалась по телефону с отправившим телеграмму Яковом Аграновым и попросила, чтобы похороны поэта отложили до их приезда в Москву. 17 апреля Брики прибыли в советскую столицу и прямо с Брянского вокзала отправились на улицу Воровского, в убранный траурными лентами клуб писателей. Как вспоминала их близкая знакомая Луэлла Краснощёкова, «Лили за несколько дней так изменилась», что её трудно было узнать. Александра Алексеевна, мать Маяковского, по свидетельству Василия Абгаровича Катаняна, встретила Лилю Брик словами: «При вас этого не случилось бы».
Вместе с толпой москвичей (за грузовиком с гробом двигалось, по словам Юрия Олеши, около шестидесяти тысяч человек) Осип и Лиля Брики дошли до Донского монастыря. Перед воротами крематория возникла давка, во время которой конный милиционер начал громко произносить фамилию «Брик»: «Оказывается, Александра Алексеевна не хотела проститься с сыном и допустить кремации без Лили Юрьевны».
Через несколько дней после похорон Лиля Брик была вызвана в прокуратуру, где ей, судя по оставленной расписке, отдали «обнаруженные в комнате В. В. Маяковского деньги в сумме 2113 руб. 82 коп. и 2 зол. кольца». Затем настало время разбора документов и фотографий, находившихся в комнате, где застрелился поэт, а также решения наследственных вопросов. Перед смертью Маяковский оставил записку, в которой указал, что его семья — это «Лиля Брик, мама, сёстры и Вероника Витольдовна Полонская»; кроме того, в тексте содержалась просьба отдать начатые стихи Брикам — «они разберутся».
Месяц спустя в ЦИК и наркомат просвещения РСФСР (на имя руководителя ведомства Андрея Бубнова) поступили три обращения за подписью Василия Катаняна и Николая Асеева. В первых двух письмах литераторы просили закрепить права на творческое наследие поэта «за его семьёй, состоящей из жены его Лили Юрьевны Брик, матери Александры Алексеевны и сестёр». В третьем коротко указывалось, что Асеев и Катанян действуют «с согласия жены, матери и сестёр покойного В. В. Маяковского». Воспроизводя содержание этих обращений, литературовед Анатолий Валюженич обратил внимание на то, что Вероника Полонская в них вообще не упоминается, тогда как Лиля Брик названа женой Владимира Маяковского:

Таковой считал её и И. Сталин, когда в 1937 году написал на списке подлежащих аресту «жён изменников родины»: «Не будем трогать жену Маяковского».
В конце июня 1930 года газета «Известия» напечатала постановление СНК РСФСР «Об увековечении памяти тов. Вл. Вл. Маяковского». Согласно документу, Государственное издательство РСФСР должно было выпустить «под наблюдением Лили Юрьевны Брик» полное собрание сочинений поэта. Права на литературное наследство Маяковского были разделены между Лилей Брик (одна половина) и его матерью и сёстрами (вторая половина). Помимо этого, вышло отдельное распоряжение правительства, касающееся жилищного вопроса.

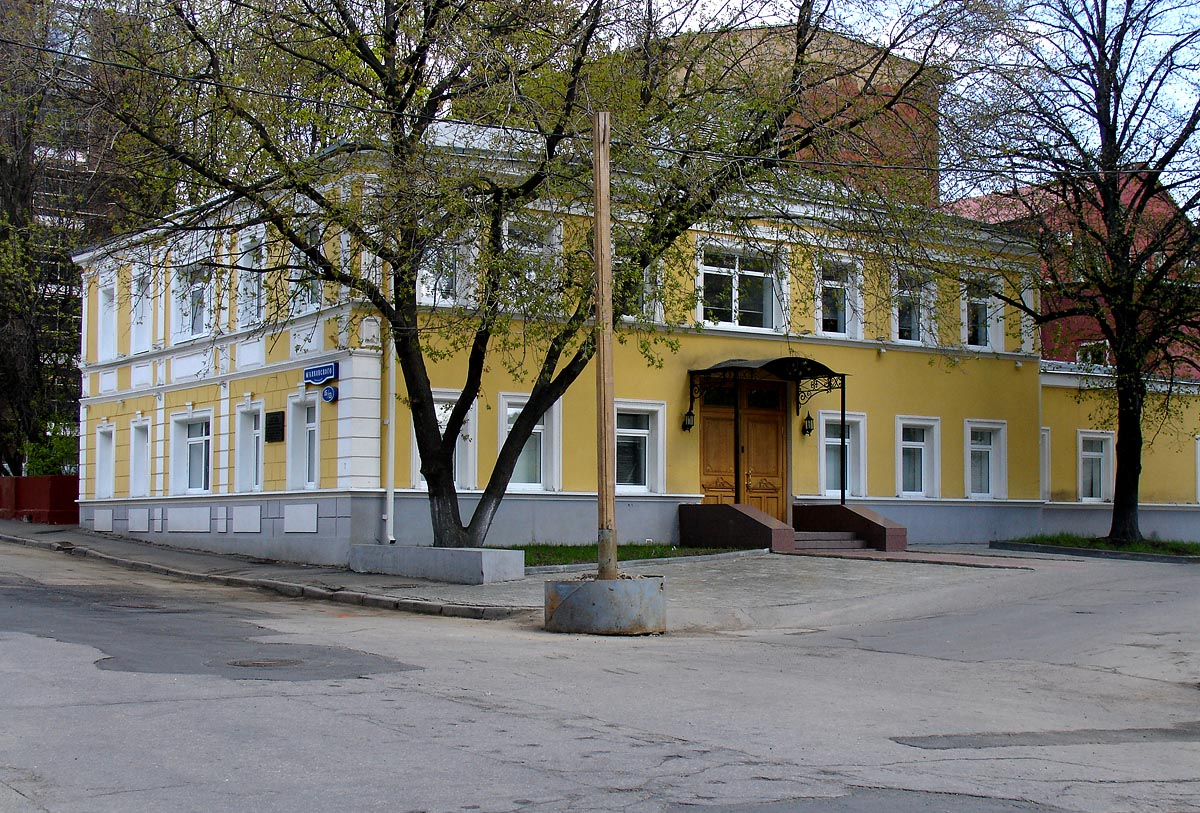
Дом Маяковского в Гендриковом переулке

За пять лет до смерти Маяковского государство выделило ему четырёхкомнатную квартиру в Гендриковом переулке, 13/15. Получив ордер, поэт обратился в жилищное товарищество с просьбой прописать и заселить в его квартире Лилю и Осипа Бриков. Просьба была удовлетворена: каждый из обитателей квартиры получил в своё распоряжение небольшую комнату; четвёртая, находившаяся рядом со спальней Владимира Владимировича, выполняла роль гостиной и столовой. После смерти поэта квартира некоторое время сохранялась за Бриками.
Кроме того, Маяковский за несколько месяцев до самоубийства вступил в жилищный кооператив и успел внести первый взнос. В дальнейшем все выплаты производили Брики; после завершения строительства трёхкомнатная квартира в Спасопесковском переулке была записана на Лилю Брик. Решился вопрос и с 12-метровой комнатой Маяковского, расположенной в Лубянском проезде, — она была тесновата для постоянного проживания, и поэт использовал её в качестве рабочего кабинета. В июне 1930 года Московский облисполком издал документ, согласно которому эта комната «закрепляется за гр-кой Брик Л. Ю.».

### Увековечение памяти Маяковского. Письма Сталину
К подготовке полного собрания сочинений Маяковского Лиля Брик приступила с энтузиазмом. Как главный редактор она не только работала над содержанием каждого тома, но и контролировала оформление: в частности, предложила разместить на форзацах монограмму W и M — этот графический символ, придуманный ею в первые месяцы знакомства с поэтом, был выгравирован на подаренном Маяковскому «обручальном» кольце. Для придания изданию весомости Брик в январе 1931 года обратилась к Сталину с письмом, в котором напомнила, что тот присутствовал в Большом театре при чтении Маяковским поэмы «Ленин»: «Обращаемся к Вам с просьбой написать несколько слов о Вашем впечатлении». Никаких откликов из Кремля на эту просьбу не последовало.
Другим важным направлением работы Брик считала создание библиотеки-музея Маяковского в Гендриковом переулке. В 1933 году она подключила к инициативе друзей — Василия Катаняна, Николая Асеева, Семёна Кирсанова, которые направили в Замоскворецкий райсовет письмо с детальным планом будущего учреждения. Квартира, в которой жили Маяковский и Брики, согласно этому проекту, должна быть восстановлена «в прежнем виде»; в доме предполагалось открыть библиотеку и кружки для литературного творчества, а на веранде во дворе — летнюю читальню.
Работа по всем направлениям двигалась медленно, однако в докладе о поэзии на Первом съезде писателей в августе 1934 года один из партийных лидеров Николай Бухарин дал восторженную оценку Маяковскому, определив его «полубожественный и мифический статус как лучшего и талантливейшего на советском политическом Олимпе».
В ноябре 1935 года Лиля Брик подготовила второе обращение к Сталину. В письме к генеральному секретарю Брик сообщила, что, являясь хранителем архива, черновиков, рукописей и личных вещей Маяковского, она делает всё, чтобы «растущий интерес к Маяковскому был хоть сколько-нибудь удовлетворён». Далее шло перечисление основных проблем, с которыми ей пришлось столкнуться: за неполные шесть лет со дня смерти поэта удалось выпустить лишь половину томов из его академического собрания сочинений; подготовленный к изданию однотомник стихов и поэм даже не набран; книги для детей не выходят совсем; московские власти отказались выделить средства для организации библиотеки в Гендриковом переулке. Письмо заканчивалось словами: «Я одна не могу преодолеть эти бюрократические незаинтересованность и сопротивление».
Сталин отреагировал на обращение достаточно оперативно: прямо на первой странице письма он оставил распоряжение: «Тов. Ежов! Очень прошу вас обратить внимание на письмо Брик. Маяковский был и остаётся лучшим и талантливейшим поэтом нашей советской эпохи». Позже Лиля рассказывала, что уже через два дня раздался звонок из Кремля, затем состоялась её встреча с партийным деятелем Ежовым, который был «абсолютно возмущён, сказал, что он очень любит Володю, что часто его читает». Во время разговора в кабинете появился редактор «Известий» Борис Таль, записавший «всё, что нужно сделать и издать».
Уже к декабрю Таль подготовил обширный план, предусматривавший ускоренное издание книг поэта массовыми тиражами, организацию дома-музея Маяковского, переименование Триумфальной площади в площадь Маяковского, выпуск портретов поэта, включение его произведений в школьные программы. Канонизация поэта происходила настолько активно, что Борис Пастернак впоследствии заметил: «Маяковского стали вводить принудительно, как картофель при Екатерине». Лиля Брик знала об этой фразе Пастернака и в целом была с ним согласна:

Письмо мое помогло, хотя… По обычаям того времени Маяковского начали подавать тенденциозно, однобоко, кастрировали его. Похвала Сталина вызвала кучу фальшивых книг о нём. И этого куцего Маяковского «насильственно внедряли» — в этом Пастернак прав. 

## Второе замужество. Виталий Примаков

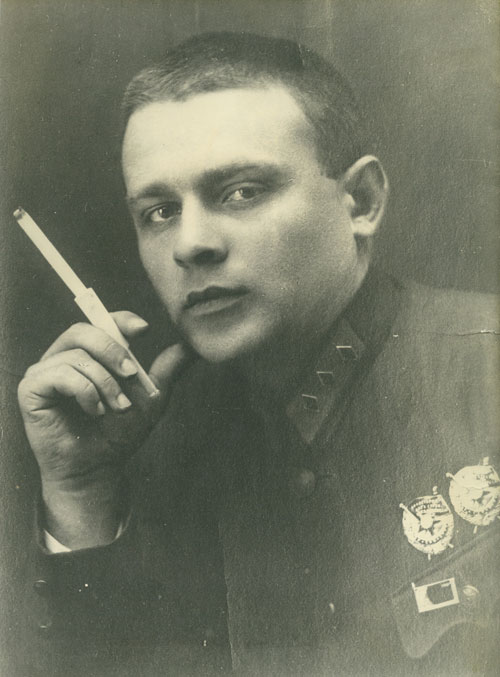
Виталий Примаков

Об истории знакомства Лили Брик с военачальником Виталием Примаковым существуют разные версии. Одна из них изложена сыном Василия Абгаровича Катаняна — Василием Васильевичем: по его данным, Брик впервые встретила Примакова в начале 1920-х годов на поэтическом вечере. Весть о смерти Маяковского застала Виталия Примакова в Токио, и по возвращении в Москву он стал наведываться в её дом. Другая легенда, воспроизведённая публицистом Аркадием Ваксбергом в книге «Лиля Брик. Жизнь и судьба», гласит, что их отношения начались в 1930 году возле театра, когда Брик, почувствовав к себе интерес со стороны учтивого военного, «будто бы сказала напрямик: „Знакомиться лучше всего в постели“». Осенью 1930 года Примаков уже жил с Бриками в Гендриковом переулке.

Мы прожили с ним шесть лет, он сразу вошёл в нашу писательскую среду… Примаков был красив — ясные серые глаза, белозубая улыбка. Сильный, спортивный, великолепный кавалерист, отличный конькобежец. Он был высокообразован, хорошо владел английским, блестящий оратор, добр и отзывчив.— Лиля Брик
Жизнь Лили Брик с Примаковым была наполнена почти непрерывными переездами. Так, в декабре 1930 года супруги отбыли в Свердловск. О своём пребывании на Урале Брик рассказывала в многочисленных письмах, адресованных Осипу Брику: «Грею воду на примусе и моюсь в резиновом тазу. Сам понимаешь, что не об этом я мечтала». Затем Виталий Примаков отправился на летние манёвры Приволжского военного округа, и Лиля Брик, последовавшая за мужем в Казань, сообщила Осипу Брику, что живут они в небольшом фанерном доме с полевым телефоном и электричеством. Среди их маршрутов — Ростов, Кисловодск, Берлин, Гамбург. Лиля Брик вошла в круг семей военнослужащих, у неё сложились хорошие отношения с Иеронимом Уборевичем и Михаилом Тухачевским, признавшимся при знакомстве, что в ранней молодости он интересовался футуризмом и творчеством Маяковского.
Весной 1935 года Примаков стал заместителем командующего войсками Ленинградского военного округа. В Ленинграде он получил служебное жильё по адресу: улица Рылеева, 11. Через некоторое время в эту квартиру переехали из Москвы Осип Брик с Евгенией Гавриловной Соколовой — женой кинорежиссёра Виталия Жемчужного. Подобное жизненное устройство вызывало недоумение у многих их современников — к примеру, кинорежиссёр Камиль Ярматов, побывавший по приглашению Осипа Брика в доме Бриков-Примаковых и заставший там «связанную взаимными симпатиями компанию», писал: «Никак это в моём понимании не укладывалось! Я чувствовал себя безнадёжно отставшим от новейших достижений на семейном фронте».
В августе 1936 года Примаков был арестован на даче под Ленинградом. В загородном доме и в квартире на улице Рылеева прошли обыски, после которых Примаков был перевезён в Москву и помещён в Лефортовскую тюрьму. 11 июня 1937 года суд приговорил его к расстрелу. Аресты «врагов народа» и членов их семей продолжались, и Осип Брик предложил близким на время покинуть Москву. В начале сентября он вместе с Евгенией Соколовой выехал в Коктебель, а Лиля Брик с Василием Катаняном отправилась в Ялту. Оттуда она писала Осипу Брику, что ей удалось заселиться в большой комнате с видом на море: «Вася абсолютно внимательный — у себя только завтракает, а всё остальное время со мной, и роз у меня уйма».
По воспоминаниям сына Василия Абгаровича, в 1957 году Лиля Брик испытала сильное потрясение, получив справку о пересмотре дела репрессированного мужа, — документ гласил, что «Примаков В. М. реабилитирован посмертно». В то же время пасынок Примакова — Юрий Витальевич — впоследствии писал, что «Л. Ю. была единственным человеком из тех, кто хорошо знал Виталия Марковича и кто пальцем не пошевелил, чтобы помочь его реабилитации, восстановлению исторической правды о нём». Сама Брик позже заявляла:

Я не могу себе простить, что были моменты, когда я склонна была поверить в виновность Виталия. К нам приходили его сотрудники, военные, тот же Уборевич… И я могла подумать — почему нет? — что и вправду мог быть заговор, какая-нибудь высокая интрига… И я не могу простить себе этих мыслей.

## Третье замужество. Василий Катанян
С Василием Абгаровичем Катаняном Лиля Брик прожила четыре десятилетия. Их роман начался осенью 1937 года и осложнялся тем, что у её нового избранника была семья. Жена Катаняна — певица и журналист Галина Катанян-Клепацкая — с 1920-х годов общалась с Маяковским и Бриками; с Лилей её связывали тёплые отношения. В своей книге воспоминаний «Азорские острова» Галина Дмитриевна описывала момент знакомства со спутницей Маяковского так: «Первое впечатление от Лили — да ведь она некрасива: большая голова, сутулится… Но она улыбнулась мне, всё её лицо вспыхнуло и озарилось, и я увидела перед собой красавицу — огромные ореховые глаза, чудесной формы рот, миндальные зубы… В ней была прелесть, притягивающая с первого взгляда». Инициатором развода стала Галина Катанян, не пожелавшая, чтобы муж, согласно исповедуемой Бриками «идеологии эгоизма и нигилизма в личных отношениях», жил на два дома.
Если в предыдущем браке в круг общения Лили Брик входили в основном военнослужащие, то, став женой Катаняна, она вновь начала организовывать встречи с представителями литературного сообщества, — речь идёт прежде всего о молодых поэтах Давиде Самойлове, Сергее Наровчатове, Михаиле Кульчицком, Павле Когане, Николае Глазкове. Собиравшиеся в её квартире студенты Московского института философии, литературы и истории (ИФЛИ) и других вузов читали стихи, дискутировали, делились планами; Брик отдельно выделяла среди них Кульчицкого и Глазкова, видя в их творчестве мятежность раннего Маяковского. После одного из поэтических вечеров, устроенного Лилей Юрьевной, Михаил Кульчицкий рассказал в письме родителям не только о хлебосольности хозяев («Был чай с творожным пирогом, сардины, котлеты, паштет и графин водки на апельсиновых корках»), но и о том, что в их доме «от стихов в любом количестве не устают».
Квартира Брик-Катаняна была оформлена в соответствии со вкусом Лили Брик, в которой, как писал сын Василия Абгаровича, «сочетались буржуазность и социалистические взгляды». На стенах выполненные в традициях кубизма портреты Маяковского соседствовали с африканскими народными картинками; она любила расшитые коврики, старинную керамическую посуду, фикусы, могла из лоскутков сшить «деревенскую» занавеску для окна. В комнате Брик стоял станок для лепки из глины, за которым она проводила немало времени; её скульптурные работы были выполнены на любительском уровне, хотя одна из них, сделанная под руководством Натана Альтмана, позже попала в музей Луи Арагона. Когда из обихода вышли керосиновые лампы, Брик начала их коллекционировать; вскоре, по свидетельству Василия Катаняна-младшего, среди её знакомых возникла мода на такие светильники.
В 1958 году Брик и Катанян переехали в новую квартиру на Кутузовском проспекте, 12. В течение нескольких лет их соседями по дому были Майя Плисецкая и Родион Щедрин. Как вспоминала Майя Михайловна, Щедрин и Василий Абгарович были объединены совместными творческими проектами, а с Брик, в молодости бравшей уроки хореографии, её сближала любовь к балету:

У Бриков всегда было захватывающе интересно. Это был художественный салон, каких в России до революции было немало. Но большевики, жёстко расправившиеся со всеми «интеллигентскими штучками», поотправляли российских «салонщиков» к праотцам… К концу пятидесятых, думаю, это был единственный салон в Москве.

## Военные годы. Смерть Осипа Брика
В июле 1941 года Брики, Василий Катанян и Евгения Соколова начали подготовку к эвакуации. Рукописи, рисунки и личные вещи Владимира Владимировича, находившиеся в квартире в Спасопесковском переулке, были переданы ими на временное хранение в музей Маяковского. Чтобы формализовать присутствие в «семье» Евгении Гавриловны, Осип Максимович подписал трудовое соглашение, по которому Соколовой было поручено исполнять обязанности его литературного секретаря, — этот договор требовался для получения эвакуационных документов. В августе они вчетвером прибыли в Молотов и поселились в пригородном посёлке Нижняя Курья. В письмах родственникам Лиля Юрьевна сообщала, что им выделены две небольшие комнаты в соседних домах, Осип Брик и Катанян устроились работать в железнодорожную многотиражку «Сталинская путёвка» и областную газету «Звезда», вопрос с питанием решился: «Хозяева уступают нам молоко, мёд и яйца».
Осенью был достаточно скромно отмечен 50-летний юбилей Лили Юрьевны: Осип Максимович посвятил ей новое стихотворение, Василий Абгарович подарил «машинописный пейзаж», Евгения Гавриловна вручила кусок шоколадной плитки. Среди событий, о которых Лиля упоминала в письмах того времени, было выдвижение на Сталинскую премию книги Катаняна «Литературная биография Маяковского в фактах и датах», а также сдача в печать сочинённого ею детского рассказа «Щен» , — так иногда подписывался Маяковский, изображая себя в виде маленького щенка.

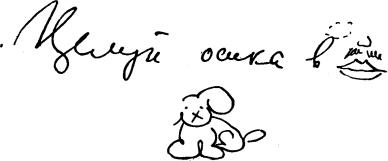
Рисунок Маяковского из письма, адресованного Лиле Брик. Август 1927 года

Вскоре рассказ привлёк внимание начальника управления пропаганды и агитации ЦК ВКП(б) Георгия Александрова, возмутившегося тем, что «щенок сравнивается с Маяковским». В принятом весной 1943 года постановлении ЦК ВКП(б) «О работе Молотовского областного издательства» указывалось, что предприятие «разбазаривает бумагу», выпуская такие произведения, как «пошлые рассказы Брик». Спустя десятилетия негативный отклик на «Щена» прозвучал и со страниц книги Юрия Карабчиевского «Воскресение Маяковского», обратившего внимание на то, что в 1920-х годах герои рассказа из-за холода жили втроём в одной маленькой комнате, и задавшегося вопросом, как могут воспринять дети «это тройное житьё».
В ноябре 1942 года Лиля Юрьевна и Василий Абгарович вернулись в Москву — «в разорённую квартиру с выбитыми окнами». Там их навестил отправлявшийся на фронт Михаил Кульчицкий. Он прочитал написанное накануне стихотворение «Мечтатель, фантазёр, лентяй-завистник! / Что? Пули в каску безопасней капель?» и оставил на листке посвящение: «Л. Ю. Брик, которая меня открыла». Через месяц поэт-ифлиец погиб. Следующее потрясение ждало Лилю в феврале 1945 года, когда внезапно скончался Осип Максимович. Смерть настигла Брика во время возвращения со сценарной студии домой. Некролог, помещённый в многотиражной газете «Тассовец», подписали несколько десятков человек; на панихиду, проходившую в Литературном институте, прибыли Всеволод Пудовкин, Сергей Юткевич, Виктор Шкловский, Самуил Маршак. В письмах сестре Эльзе Триоле Лиля, которая, по свидетельству Луэллы Краснощёковой, несколько дней «ничего не ела», признавалась:

Для меня это не то, что умер человек любимый, близкий, когда бывает тяжело, непереносимо, а просто — вместе с Осей умерла и я… У меня нет ни одного воспоминания — без Оси. До него ничего не было. Оказалось, что с ним у меня связано решительно все, каждая мелочь. Впрочем, не оказалось, а я и всегда это знала и говорила ему об этом каждый день: «Стоит жить оттого, что ты есть на свете». — А теперь как же мне быть?
Свидетельством того, что боль от утраты не притуплялась достаточно долго, служит дневниковая запись Фаины Раневской, которая в 1948 году рассказывала о встрече с Лилей Брик, пришедшей к актрисе с томиком избранных произведений Маяковского и любительской фотографией поэта. По словам Раневской, во время разговора Лиля Юрьевна призналась, что отказалась бы от всего, что было в её жизни, даже от Маяковского, чтобы вернуть Осипа Максимовича: «Мне надо было быть только с Осей».

## Лиля Брик и Эльза Триоле

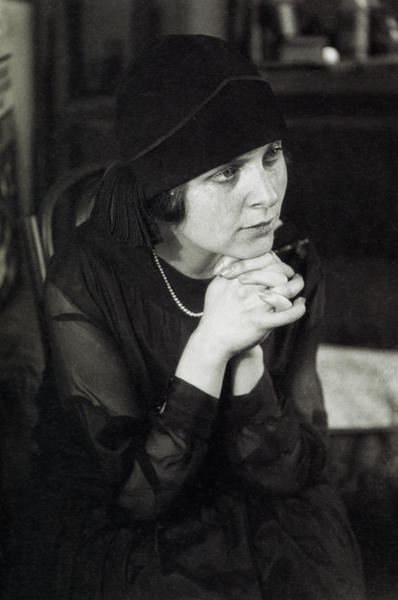
Эльза Триоле. 1925

В одном из писем к сестре Лиля Юрьевна заметила: «История дала нам по поэту». Эльза Каган, благосклонности которой добивались Василий Каменский, Роман Якобсон, Виктор Шкловский, в 1918 году вышла замуж за офицера Андре Триоле и уехала в Париж. Когда во французскую столицу прибыл Маяковский, она сопровождала поэта как экскурсовод и переводчица. Благодаря Владимиру Владимировичу Эльза Триоле познакомилась с молодым лидером движения сюрреалистов Луи Арагоном, который стал её вторым мужем. Вместе они прожили более сорока лет. Адресованное жене стихотворение Арагона «Глаза Эльзы» («Мне будет маяком сиять в морских пустынях / Твой, Эльза, дивный взор, твои, мой друг, глаза») исследователи сравнивали с обращением Маяковского к Лиле Брик: «Надо мною, кроме твоего взгляда, / Не властно лезвие ни одного ножа».
Сёстры, несмотря на разделявшее их расстояние, были необычайно близки: они постоянно обменивались письмами, отправляли друг другу посылки с книгами и журналами, делились новостями, обсуждали планы. Эльза перевела на французский ряд произведений Маяковского, Шкловского, Чехова, Хлебникова, Цветаевой; она же составила «Антологию русской поэзии», в которую включила сотни стихотворений — от Ломоносова до Беллы Ахмадулиной — с краткими биографиями авторов.
Письма Эльзы свидетельствовали о её полной погружённости в советскую литературно-театральную жизнь: «Надеюсь, что моя статья в „Литгазете“ вышла» (1959), «Дорогие Лиля, Вася, получила ваше письмо и два северянинских стиха» (1962), «Что за спектакль о Маяковском на Таганке? Спасибо за 4-й том Эйзенштейна. Мейерхольда ещё не получила» (1967). В 1962 году Эльза сообщила сестре, что возле одного из парижских пешеходных мостов они с Арагоном видели нарисованную на асфальте обложку книги «Про это» с большими портретами Маяковского и Лили Брик. Рисунки на асфальте послужили Андрею Вознесенскому поводом для написания стихотворения: «Каково вам, поэт, с любимой?! / Это надо ж — рвануть судьбой, / Чтобы ликом, как Хиросимой, / Отпечататься в мостовой!».

## Отношения с творческой интеллигенцией
Поэт Виктор Соснора писал в своих воспоминаниях, что круг общения Лили Брик был очень широк: она умела дружить, бескорыстно помогать, делать подарки. При этом «отбор дружб» производился лично ею; когда человек «переходил границу её приязни», она, как правило, сама прерывала отношения. Так оборвалась её дружба с поэтом Николаем Глазковым, которого Брик опекала с довоенных времён, актёром Николаем Черкасовым, балериной Майей Плисецкой.

### Художественные интересы

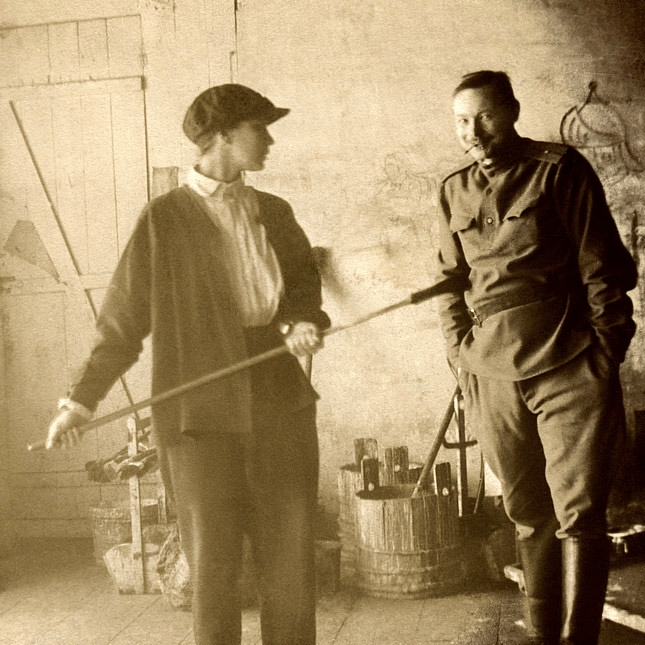
Наталья Гончарова и Михаил Ларионов. 1913

Художественные пристрастия «музы русского авангарда» сформировались в молодости и с годами менялись мало. Лиля Юрьевна не интересовалась передвижниками, из живописцев XIX века выделяла Павла Федотова и Алексея Венецианова, из мастеров нового времени — Михаила Кулакова, Дмитрия Краснопевцева, Анатолия Зверева. Наиболее близкими себе по духу она считала Михаила Ларионова и Наталью Гончарову, однако в их доэмиграционный период познакомиться с ними не успела. Первая встреча Брик с четой русских авангардистов произошла в Париже в 1950-х годах; в дальнейшем, приезжая во Францию, она старалась по возможности навестить их. Гончарова подарила ей несколько своих работ, а также каталог парижской выставки с надписью «Моей дорогой подружке Лиле»; Ларионов, в мастерскую которого Брик приходила во время его болезни, преподнёс рисунки, сделанные в 1920-х годах, — «Дягилев», «Аполлинер» и «Маяковский».
Перемещаясь из одной квартиры на другую, Лиля Юрьевна лично следила за сохранностью рисунка Александра Тышлера «Хорошее отношение к лошадям», представляющего собой иллюстрацию к одноимённому стихотворению Маяковского. Брик считала, что образ поэта или его лирического героя, держащего на руках лошадь и почти сливающегося с ней, мог бы стать основой для памятника Владимиру Владимировичу. Тышлер нередко приходил к Брик в гости и во время беседы почти всегда делал карандашные наброски. Оставшиеся после его ухода эскизы хозяйка оформляла в рамки и дарила друзьям.
В 1924 году, приехав к сестре в Париж, Лиля познакомилась с Фернаном Леже, который в ту пору ещё не был знаменит. Их следующая встреча состоялась через три десятилетия. Леже представил Лиле Юрьевне свою жену — художницу Надю Ходасевич. История жизни Нади, которую желание рисовать заставило отправиться сначала в Польшу, а затем во Францию, настолько тронула Брик, что она помогла супруге Фернана Леже найти её родственников в белорусском селе Зембин. Лиля Юрьевна устраивала Наде приглашения в Москву, они вместе ходили в театры и на выставки, летали на кинофестиваль в Канны. Отношения, по свидетельству Василия Катаняна-младшего, были прерваны после реплики Нади, произнесённой в присутствии министра культуры СССР Екатерины Фурцевой: «Арагонам и Брик нельзя доверять, потому что они отпетые антисоветчики».
Лиля Юрьевна бывала на всех столичных вернисажах Мартироса Сарьяна. Приезжая из Еревана в Москву, он останавливался в своей квартире, которая находилась напротив дома Брик; разговаривая с художником по телефону, она стояла у окна и видела не только своего собеседника, но и размещённый в глубине его комнаты портрет Анны Ахматовой. От Сарьяна часто доставляли блюда армянской кухни; Лиля в ответ преподносила ему итальянский ликёр, появившийся в столичных магазинах в послевоенные годы. В коллекции её картин хранились две работы, подаренные Сарьяном.
В 1968 году, когда отмечалось 75-летие Маяковского, Пабло Пикассо, познакомившийся с поэтом во время одного из его заграничных путешествий, отправил Брик свой рисунок к стихотворению «Лиличка!» и линогравюру «Привал музыкантов» с надписями Lili и Wolodia. Художник находился в хороших отношениях с Эльзой Триоле, которая в одном из писем сестре сообщила: «Вчера был Пикассо, я его кормила едой из твоей посылки. Пикассо говорит, что у нас всегда очень вкусная еда, а ведь это то, что ты нам присылаешь». В СССР имя основоположника кубизма до падения «железного занавеса» находилось под запретом, и Лиля Юрьевна, стремясь познакомить друзей с его взглядами на искусство, перевела на русский язык одну из статей Пикассо.
Дружба Лили с Марком Шагалом началась задолго до его эмиграции. Когда после длительной разлуки они встретились в Париже, Брик попросила художника написать «фантазию на тему стихов Маяковского». Шагал создал графическую серию о поэте, часть которой позже была передана в Государственный музей изобразительных искусств имени А. С. Пушкина. Лиля Юрьевна и Марк Захарович отправляли друг другу книги, открытки, фотографии. Последнее письмо от Шагала пришло на Кутузовский проспект в августе 1978 года и было адресовано Василию Абгаровичу Катаняну: «Как мне выразить нашу грусть и как мне передать все наши чувства о потере Лили…»

### Лиля Брик и литераторы
С поэтом Давидом Бурлюком, эмигрировавшим из России в 1920 году, Лиля Юрьевна сумела возобновить контакты в годы ранней хрущёвской оттепели: сначала она отправила ему в США небольшую бандероль, указав свой адрес, затем с помощью Союза советских писателей организовала его приезд в Москву. На вопрос о том, почему писательская организация должна финансировать визит поэта в СССР, Брик ответила, что в молодости Давид Давидович «давал нищему Володе полтинники, чтобы тот мог писать стихи, не голодая». В советскую столицу Бурлюк прибыл в 1956 году вместе с женой; Брик, выступавшая в роли экскурсовода, показывала давнему другу город. Особенно часто гости посещали Третьяковскую галерею — по свидетельству Василия Катаняна-младшего, один из основоположников футуризма, призывавший в «Пощёчине общественному вкусу» бросить классиков «с парохода современности», подолгу стоял перед картинами Крамского и Левитана.
Отношения Брик с Ахматовой были неоднозначными. Лиля Юрьевна интересовалась поэзией Анны Андреевны, знала наизусть многие её стихотворения. В довоенную пору они время от времени встречались, затем общение полностью прекратилось. В письме поэту Анатолию Найману, датированном 1960 годом, Ахматова в какой-то мере объяснила причины отчуждения: «Салон Бриков планомерно боролся со мной, выдвинув слегка припахивающее доносом обвинение во внутренней эмиграции». При этом третий муж Анны Андреевны, художественный критик Николай Пунин, работавший вместе с Осипом Бриком и Маяковским в газете «Искусство коммуны», с теплотой вспоминал о встрече с Лилей Юрьевной: «Не сожалею, не плачу, но Лиля Б. осталась живым куском в моей жизни, и мне долго будет памятен её взгляд и ценно её мнение обо мне. Если бы мы встретились лет десять назад — это был бы напряжённый, долгий и тяжёлый роман».
К числу тех, кто весьма прохладно оценивал атмосферу в квартире Брик, относилась Лидия Чуковская. В середине 1930-х годов она приехала к Лиле Юрьевне, чтобы обсудить содержание выходившего в ленинградском отделении «Детгиза» однотомника избранных произведений Маяковского. По словам Лидии Корнеевны, хозяйка квартиры «без всякого интереса» отнеслась к разговору о стихах; отторжение гостьи вызвали и «рябчики на столе», и «весь стиль дома». Почти такой же отзыв оставил и Варлам Шаламов, прибывший в 1935 году в Спасопесковский переулок, чтобы завизировать у Бриков воспоминания о Маяковском. Писателя удивила табличка на дверях с надписью «Примаков», вырезанная тем же шрифтом, что и прежняя надпись «Маяковский»: «Почему-то было больно, неприятно. Я больше в этой квартире не бывал».

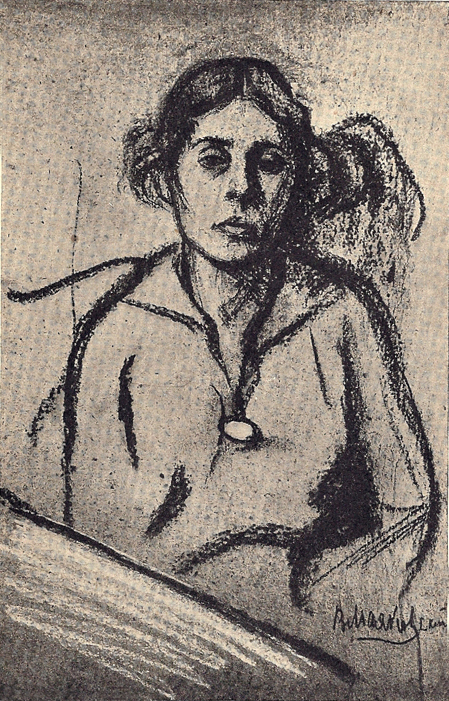
Лиля Брик. Рисунок В. В. Маяковского. 1916

Знакомство Лили Брик и литературоведа Зиновия Паперного произошло в 1954 году. В ту пору в Институте мировой литературы была создана группа, занимавшаяся выпуском 13-томного собрания сочинений Маяковского. Зиновию Самойловичу было поручено редактирование первого тома, в состав которого входили дореволюционные произведения поэта. Согласно воспоминаниям Паперного, Брик, которая формально не участвовала в подготовке издания, была, тем не менее, в курсе всех основных дел и проблем. Более всего Лилю Юрьевну беспокоило, что предисловием к собранию сочинений могла стать написанная языком партийных документов статья о Маяковском-трибуне, а не о Маяковском-лирике. Эти тревоги были небезосновательными, однако Паперному удалось добиться, чтобы вместо официальной статьи изданию была предпослана автобиография Маяковского «Я сам». Кроме того, Зиновию Самойловичу удалось поместить в первом томе изображение Лили Юрьевны — это был рисунок, созданный поэтом в 1916 году.
Среди шестидесятников Брик выделяла Виктора Соснору и Андрея Вознесенского. Согласно воспоминаниям Сосноры, в 1962 году Лиля Юрьевна сама подошла к молодому поэту, участвовавшему в творческом вечере в Театре сатиры, и пригласила в свой дом на ужин. В последующие годы она всемерно поддерживала Виктора Александровича, сумела организовать для него выезд в Париж, ввела в международный круг литераторов. Дружба с Вознесенским также началась по инициативе Брик, которая, прочитав его книгу «Треугольная груша», лично позвонила автору.

Я стал бывать в её салоне. Искусство салона забыто ныне, его заменили «парти» и «тусовки». На карий её свет собирались Слуцкий, Глазков, Соснора, Плисецкая, Щедрин, Зархи, Плучеки, Клод Фриу с золотым венчиком. Прилетал Арагон. У неё был уникальный талант вкуса, она была камертоном нескольких поколений поэтов. Ты шёл в её салон не галстук показать, а читать своё новое, волнуясь — примет или не примет?— Андрей Вознесенский

### Дружба с Майей Плисецкой и Родионом Щедриным

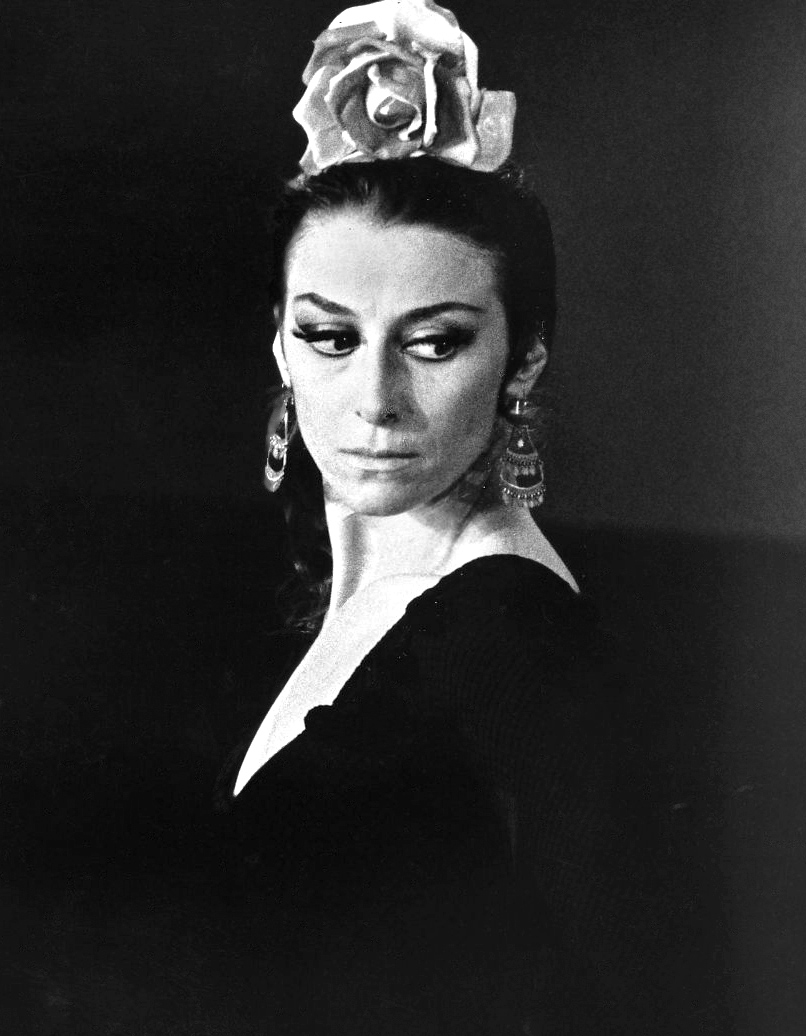
Майя Плисецкая. 1974

Майю Плисецкую Брик впервые увидела на сцене в 1948 году и сразу оценила «необыкновенную красоту её линий». Лиля Юрьевна пригласила молодую балерину встречать новый год в её доме, и 31 декабря, исполнив партию Заремы в хореографической поэме «Бахчисарайский фонтан», Плисецкая приехала в Спасопесковский переулок. С этого дня началась их дружба. Как вспоминала Майя Михайловна, Брик и Катанян, если находились в Москве, посещали все спектакли с её участием; на сцену они, как правило, выносили большие корзины цветов. В письмах к Эльзе Триоле Лиля Юрьевна постоянно сообщала о том, что «Майя в феврале в Париж не едет… Она готовит сейчас новый балет», «на днях была премьера фильма „Майя Плисецкая“. Успех сногсшибательный!».
В доме Брик-Катаняна произошла первая встреча Плисецкой и Щедрина. По словам Родиона Константиновича, когда ему, студенту Московской консерватории имени П. И. Чайковского, сообщили о возможности сыграть Лиле Юрьевне сочинённый им «Левый марш» на стихи Маяковского, он удивился, что муза поэта жива: «Имя её обросло легендами. Добрыми и недобрыми. И по молодости казалось, что всё это происходило чуть ли не в прошлом веке… В их салоне я познакомился с Майей Плисецкой, моей Великой Женой».
Брик и Эльза Триоле деятельно помогали Плисецкой на разных этапах её творческой биографии. Когда Александр Зархи приступил к съёмкам «Анны Карениной», Лиля Юрьевна предложила ему отдать роль Бетси Майе Михайловне. Узнав, что Плисецкую не выпускают на гастроли в США, Брик вместе с Катаняном и Щедриным организовали звонок в приёмную председателя КГБ Александра Шелепина, во время встречи с которым было получено разрешение на выезд. В 1961 году балерина прибыла в Париж, чтобы станцевать Одетту и Одиллию в «Лебедином озере» на сцене «Гранд-опера». Встретившая её Эльза Триоле поселила Майю Михайловну в своём доме и во время пребывания во французской столице сопровождала повсюду: присутствовала на репетициях, помогала общаться с журналистами, выступала в роли переводчика на переговорах.
Плисецкая рассказывала, что в начале 1960-х годов Лилю Юрьевну лишили прав на наследство Маяковского и та вынуждена была продавать личные вещи. На возникшие проблемы Брик, привыкшая накрывать для гостей щедрый стол («Икра, лососина, балык, окорок, солёные грибы, ледяная водка, настоянная по весне на почках чёрной смородины»), реагировала с иронией: «Первую часть жизни покупаем, вторую — продаём». Отсутствие денег не мешало ей делать «царские подарки»: так, именно в сложный финансовый период Брик преподнесла Майе Михайловне бриллиантовые серьги, с которыми балерина не расставалась даже после того, как отношения прекратились. Причины, по которым прервалась многолетняя дружба Брик с Плисецкой и Щедриным, неизвестны: о них не упоминали в своих книгах ни Майя Михайловна, ни Родион Константинович; по словам Василия Катаняна-младшего, разлад произошёл по вине Лили Юрьевны.

### В театральном сообществе

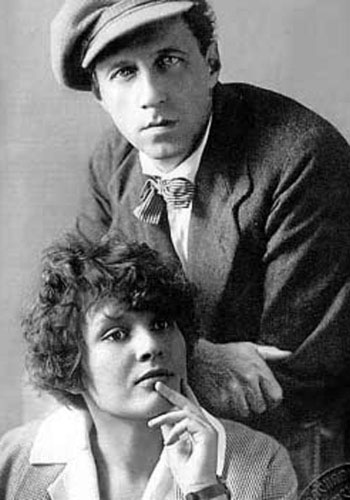
Всеволод Мейерхольд и Зинаида Райх

Общение с представителями театрального мира началось у Лили в молодости: в 1918 году её пригласили в Петроград для участия в постановке «Мистерии-Буфф» (режиссёр Всеволод Мейерхольд). По воспоминаниям Брик, пьеса, написанная Маяковским к первой годовщине революции, была непонятна артистам, привыкшим к классическому репертуару Александринского театра; Лиле Юрьевне была дана задача «научить актёров читать хором стихи».
Отношения с Мейерхольдом, ставившим в своём театре сатирические пьесы «Баня» и «Клоп», сохранились и в следующие десятилетия: режиссёр вместе с женой Зинаидой Райх бывал в гостях у Брик и Маяковского в Гендриковом переулке; Лиля Юрьевна, переехав в 1935 году вместе с Виталием Примаковым в Ленинград, старалась не пропускать представления «Пиковой дамы», поставленной Всеволодом Эмильевичем в Малом оперном театре. Спектакль ГосТиМа «Дама с камелиями», в котором Райх сыграла Маргариту Готье, удивил Лилю «ювелирной точностью» работы актрисы и режиссёра: Мейерхольд «ставил ей каждый взмах ресниц, учил с голоса каждой интонации». Известие о том, что в июле 1939 года Зинаида Райх была убита в своей квартире в Брюсовом переулке, настолько потрясло Брик, что она «единственный раз в жизни» потеряла сознание.
К числу близких знакомых Брик относился Николай Черкасов, знакомство с которым произошло в послевоенные годы. Актёр был утверждён на роль поэта в ленфильмовской картине «Они знали Маяковского», однако съёмки не состоялись. Для сохранения собранного материала Василий Абгарович Катанян создал на основе готового сценария пьесу — в результате к репетициям спектакля под тем же названием приступил Театр драмы имени А. С. Пушкина. Лиля Юрьевна с энтузиазмом включилась в работу: она участвовала в выборе режиссёра (постановку осуществил Николай Петров), в качестве сценографа пригласила Александра Тышлера, а музыку предложила написать студенту Родиону Щедрину. Брик стала своеобразным консультантом и для Черкасова, которому предстояло воплотить на сцене образ Маяковского: она рассказывала актёру об особенностях речи и поведения «живого, а не превращённого в идола» поэта, напоминала, что тот был весьма респектабелен, сама подбирала ткани для костюмов. В честь премьеры, состоявшейся в ноябре 1953 года, был устроен банкет в ресторане гостиницы «Европейская»: «Главной была Лиля Юрьевна. Почти все тосты были в её честь».
Вениамин Смехов, исполнивший роль Маяковского-Циника в поэтическом представлении Театра на Таганке «Послушайте!», рассказывал, как эмоционально вела себя Брик во время обсуждения спектакля весной 1967 года. Замечаний со стороны художественного совета и курирующих инстанций было много, некоторые гости настаивали, чтобы «наш пролетарский поэт» не напоминал рефлексирующего интеллигента. Лиля Юрьевна, слушая их, тоже взяла слово:

Я много плакала на этом спектакле… Я считаю, что монтаж стихов Маяковского абсолютно оправдан. Хорошо, что спектакль заканчивается стихами современных поэтов, особенно стихами Вознесенского. Я не могу много говорить, мне очень трудно, я очень волнуюсь…

### Лиля Брик и мир моды

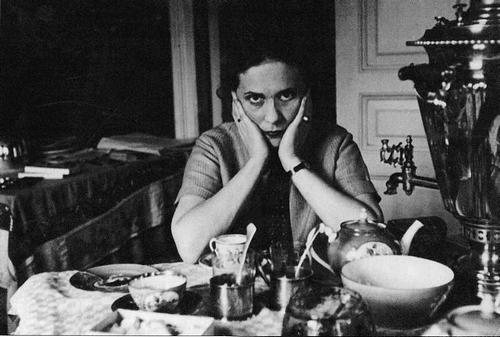
Лиля Брик в конце 1920-х годов. Фото Осипа Брика

По словам Ива Сен-Лорана, он знал трёх женщин, способных быть элегантными вне моды, — это Катрин Денёв, Марлен Дитрих и Лиля Брик. В молодости Лиля общалась с театральной художницей Надеждой Ламановой, которая считалась в Москве весьма «дорогой портнихой» и шила под заказ состоятельным актрисам. В 1920-х годах Надежда Петровна создала коллекцию платьев из льна и холста, украшенных орнаментом ручной работы. Брик, отправляясь в Париж, забрала с собой несколько её костюмов.
На Лилю и Эльзу, демонстрировавших привезённые наряды, обратил внимание молодой модельер Жак Пат, предложивший показать кому-нибудь из советских руководителей экземпляры своей одежды, — в их основе был образ «шикарной маленькой парижанки». Показ моделей состоялся в квартире Анатолия Луначарского, коллекция Пата произвела хорошее впечатление на гостей дома, однако организовать её массовое внедрение через трест швейной промышленности никто не захотел. Как вспоминала Брик, в советской столице «продолжали шить топорные платья „от Большевички“ и продавать их в Мосторге».
В течение десятилетий вопросами гардероба Лили Юрьевны занималась Эльза Триоле, которая отправляла сестре посылки с одеждой и аксессуарами. В письмах Эльзы нередко упоминалось: «Посылаю тебе пару чулок (американских), два флакона духов (герленовских), галстук (Васе!), два губных карандаша», «Получила ли ты туфли из Варшавы? Я тебе их там заочно заказала», «Посылаю… шубу коричневую из шёлка с шерстью, на котике, не очень богатом, но настоящем, а потому лёгком» . Брик в ответ иногда возмущалась («Я так просила тебя не возиться с шубкой»), но всё-таки признавалась: «Хожу во всём твоём — с ног до головы. Я теперь самая элегантная женщина в Москве!».
Знакомство Лили Юрьевны с Ивом Сен-Лораном произошло в аэропорту Шереметьево перед посадкой в самолёт, отправлявшийся в Париж. Во Франции модельер сопровождал Брик и на выставке Маяковского, и в галерее ван Донгена. В дальнейшем Сен-Лоран дарил Лиле Юрьевне немало вещей из собственных коллекций. К её 85-летию он создал платье, в которое можно было облачиться лишь однажды — непосредственно в день юбилея; затем наряд следовало передать в музей дома моды Ива Сен-Лорана. Однако история подарка оказалась более долгой: узнав, что Алла Демидова планирует впервые прочитать со сцены неизданный ахматовский «Реквием», Брик отдала актрисе своё платье от-кутюр.

## Участие в судьбе Сергея Параджанова

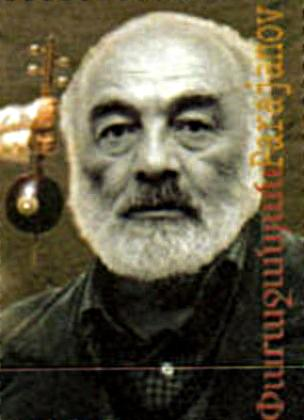
Сергей Параджанов

Интерес к творчеству кинорежиссёра Сергея Параджанова возник у Брик после просмотра его фильма «Тени забытых предков». Через некоторое время Параджанов приехал в Москву и был приглашён в дом на Кутузовском проспекте. Это знакомство быстро переросло в дружбу, Лиля Юрьевна и Сергей Иосифович часто созванивались, обменивались новостями; его подарки, присылаемые из Киева, порой были неожиданными: он мог отправить через знакомых блюдо из индейки, платье в крестьянском стиле с необычным орнаментом, собственноручно изготовленный кавказский пояс. По мнению актрисы Аллы Демидовой, Параджанов охотно останавливался в квартире Брик-Катаняна во время визитов в Москву «ещё и потому, что атмосфера этого дома соответствовала его творческому миру».
В 1973 году Параджанов был арестован и приговорён к пяти годам лишения свободы. Лиля Юрьевна не только поддерживала режиссёра посылками, но и прилагала усилия для его досрочного освобождения. Как вспоминал Василий Катанян-младший, однажды в ответ на вопрос о том, что написать в колонию Сергею Иосифовичу, она попросила: «Напиши, что мы буквально грызём землю, но земля твёрдая».
К участию в судьбе Параджанова Брик, которая, по словам театрального художника Бориса Мессерера, «ощущала за собой определённую силу», подключила не только западную прессу, но и мужа своей сестры Эльзы Триоле — писателя-коммуниста Луи Арагона. Для этого 86-летняя Лиля Юрьевна отправилась в Париж и лично пообщалась с французским прозаиком. Итогом переговоров стала встреча прилетевшего в Москву Арагона и Леонида Брежнева в ложе Большого театра. О том, что Параджанов будет освобождён за год до установленного судом срока, Арагон сообщил Майе Плисецкой в антракте спектакля «Анна Каренина».
Через несколько лет после смерти Лили Юрьевны литературный критик Юрий Карабчиевский изложил свою версию досрочного освобождения кинорежиссёра, увязав самоубийство Брик с «предметом её последней страсти». Эссе Карабчиевского было опубликовано ещё при жизни Параджанова, и в октябре 1989 года тот отправил в журнал «Театр» открытое письмо автору, содержащее, в частности, такие строки:

Лиля Юрьевна — самая замечательная из женщин, с которыми меня сталкивала судьба, — никогда не была влюблена в меня, и объяснять её смерть «неразделённой любовью» — значит безнравственно сплетничать и унижать её посмертно.

## Идеологическая кампания против Лили Брик

### Цензурные запреты
С конца 1950-х годов имя Лили Брик стало исключаться из книг, посвящённых творчеству Маяковского. Начало так называемой «антибриковской кампании» было связано с выходом в свет книги «Новое о Маяковском», представлявшей собой 65-й том серии «Литературное наследство» (издание Академии наук СССР, 1958). В нём было напечатано более ста писем поэта, адресованных Лиле Юрьевне. В предисловии, сопровождавшем публикацию, Брик рассказала о том, какую роль играла эта переписка в их совместной жизни, а также пояснила, почему в письмах часто упоминается Осип Брик.
Книга вызвала ряд негативных откликов. Так, в московском издании «Литература и жизнь», выпускавшемся под эгидой Союза писателей РСФСР, появились две статьи: «Новое и старое о Маяковском» (7 января 1959 года) и «Против клеветы на Маяковского» (10 апреля 1959 года). Их авторы — Владимир Воронцов и Алексей Колосков — выразили сомнение в необходимости публикации писем, носящих «в подавляющем большинстве личный, интимный характер». Кроме того, отзывы о 65-м томе «Литературного наследства» были отправлены секретарю ЦК КПСС Михаилу Суслову. Автор одного из обращений — сестра поэта Людмила Владимировна — расценила публикацию как вторжение в частную сферу: «Брат мой, человек совершенно другой среды, другого воспитания, другой жизни, попал в совершенно чужую среду, которая кроме боли и несчастья ничего не дала ни ему, ни нашей семье». Писатель Фёдор Панфёров, также отправивший письмо в ЦК, охарактеризовал книгу как «галиматью», а её составителей назвал «молодчиками».
Реакция власти последовала незамедлительно: в специальном закрытом постановлении ЦК КПСС от 31 марта 1959 года книга «Новое о Маяковском» была «подвергнута жёсткой партийной критике»; любые ссылки на неё в научных работах были запрещены; специалисты музея Маяковского, участвовавшие в работе над рукописями и допечатной подготовке материалов, были освобождены от занимаемых должностей. С этого момента контроль за выходом учебных пособий и монографий о творчестве поэта усилился: к примеру, в 1961 году при вёрстке книги «Маяковский. Биография» («Учпедгиз») цензор в служебной записке указала, что в пособии размещены «оскорбительные» рисунки, на которых «автор изображает себя в виде щенка». Кроме того, цензор выступила с предложением удалить из издания сведения о самоубийстве Маяковского. Подобным же образом были запрещены к печати письма, изначально включённые в 13-томное собрание сочинений поэта («Художественная литература», 1961).

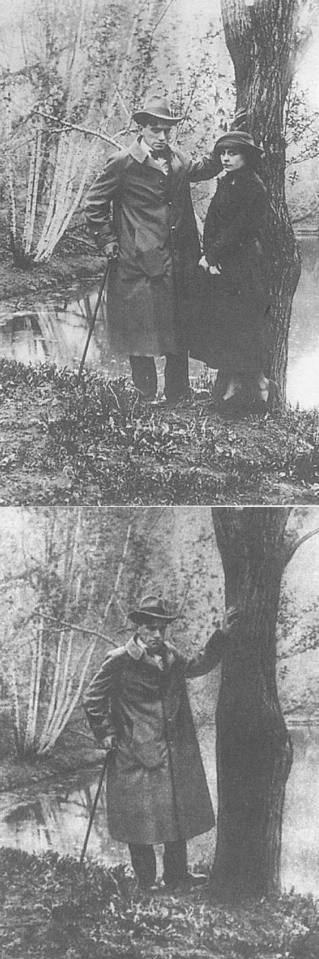
Маяковский и Лиля Брик. Нижнее фото — после ретуши в 1960-х годах

В 1966 году очередная работа Лили Юрьевны вновь всколыхнула общественность: её статья «Предложение исследователям», фрагменты которой вышли в «Московском комсомольце», а полная версия — в журнале «Вопросы литературы», вызвала недовольство газеты «Известия», написавшей, что коллеги, допустившие в печать новый материал Брик о Маяковском, проявили «неразборчивость». В защиту Лили Юрьевны выступил писатель Константин Симонов, который в открытом письме отметил:

Нравится или не нравится Л. Ю. Брик авторам статьи, но это женщина, которой посвящён целый ряд замечательных произведений Маяковского. Это женщина, с которой связано 15 лет творчества поэта. Наконец, это женщина, которая была для Маяковского членом его семьи и о которой в своём последнем письме он писал «Товарищу правительству», прося позаботиться о ней наравне с матерью и сестрами.
Несмотря на заступничество Симонова и других литераторов, имя Лили Брик вычёркивалось из изданий и в дальнейшем. В 1973 году на совещании, проходившем в Главном управлении по охране государственных тайн в печати, рассматривался вопрос о двух материалах, запланированных к публикации на страницах журнала «Новый мир». В одном из них, написанном Маргаритой Алигер, рассказывалось об обращении Лили Юрьевны к Сталину; в другом — за авторством Василия Катаняна — воспроизводились малоизвестные детали из биографии поэта. Докладывая о принятых мерах, заместитель главы ведомства сообщил, что по указанию ЦК из статьи Маргариты Алигер удалены все упоминания о Лиле Брик, а материал Катаняна снят с номера.
О проблемах, связанных с включением имени Лили Брик в книги о Маяковском, рассказывал и сотрудник Института мировой литературы имени А. М. Горького Олег Смола, работавший в начале 1980-х годов над сборником избранной лирики поэта. Пытаясь противостоять цензуре, он обратился к Юрию Андропову с просьбой о содействии: «Изъять из книги имя Л. Ю. Брик — значит, по существу перечеркнуть саму книгу». Ответ, полученный не от генерального секретаря, а из Госкомиздата, оказался обтекаемым: «На наш взгляд, Ваша вступительная статья требует определённой доработки»; фамилия Брик в окончательной редакции была вычеркнута.

В сравнительно недавние времена в официальной печати явно поощрялась и раздувалась тенденция: притушить роль Бриков в жизни и творчестве Маяковского, а то и свести её на нет. Доходило до курьёзов: на одной из известных фотографий путём плутовской ретуши Лилю отсекли от Владимира, от неё остался только… каблук.

### Реорганизация музея Маяковского
Стремление отделить имя Лили Брик от биографии Маяковского привело к закрытию музея в Гендриковом переулке и созданию нового — в проезде Серова.
Инициатором реорганизации выступила Людмила Владимировна Маяковская, которая в 1962 году рассказала в письме к Михаилу Суслову о том, что её брат значительную часть жизни прожил в комнате в Лубянском проезде, тогда как квартира в Гендриковом переулке «фактически принадлежала О. М. Брику и Л. Ю. Брик».
Отметив, что в 1930-х годах при создании музея «никто не счёл нужным посоветоваться с родной семьёй поэта», сестра Маяковского предложила расселить жильцов из коммунальной квартиры дома в проезде Серова и после ремонта разместить там новый мемориальный музей.
Людмилу Маяковскую поддержал литературовед Алексей Колосков, написавший Суслову о том, что «гнусную обстановку» вокруг поэта создавали «бездельник О. Брик и проповедница разврата Л. Брик, живущие за счёт средств и славы Маяковского».

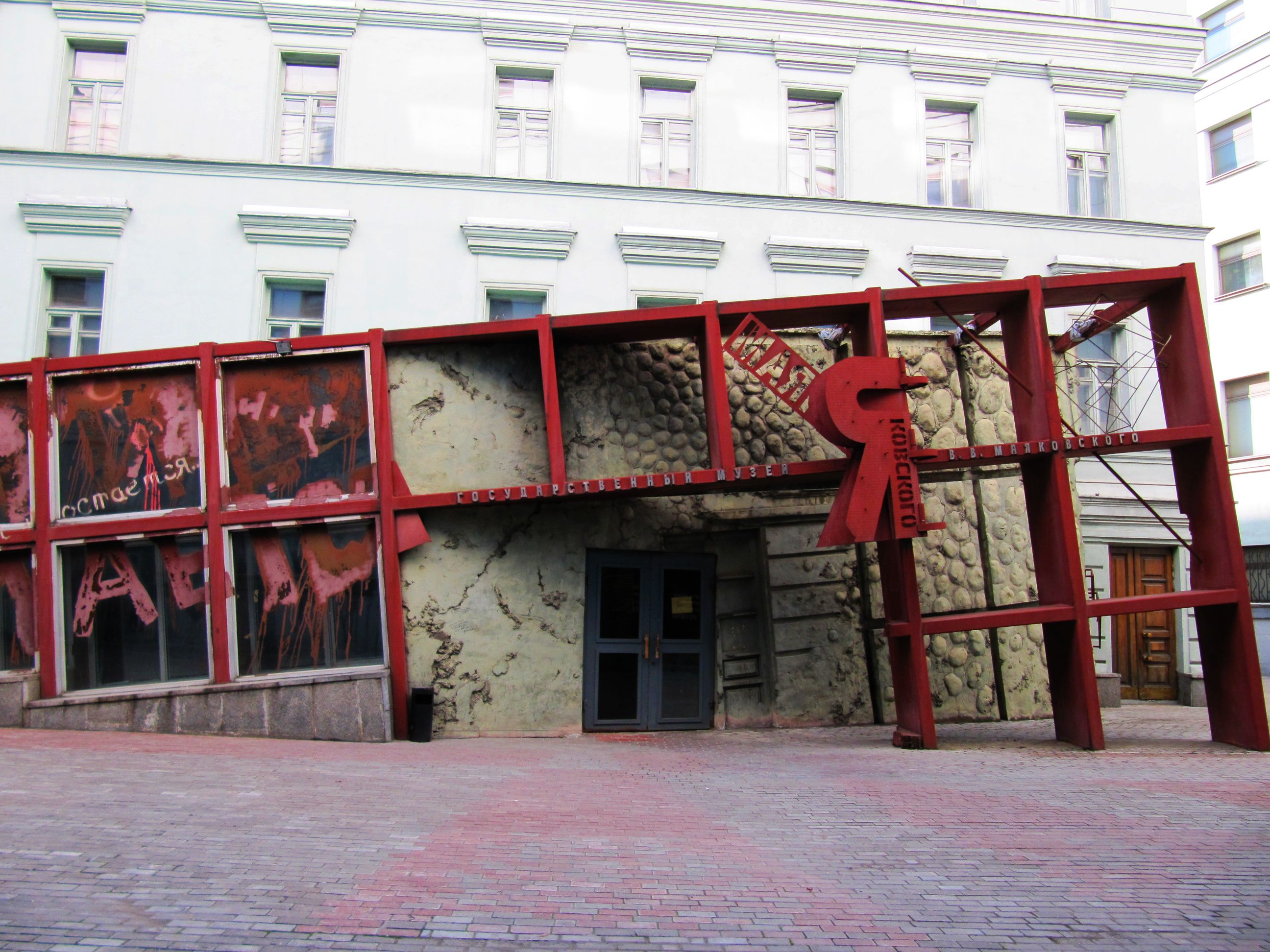
Музей Маяковского в Лубянском проезде, 3/6 (бывшем проезде Серова)

24 октября 1967 года секретариат ЦК КПСС выпустил постановление «О музее Маяковского».
Документ, вышедший под грифом «Совершенно секретно», предписывал перемещение музея по адресу: проезд Серова, 3/6.
В то же время на площадях квартиры в Гендриковом переулке предполагалось основать массовую библиотеку имени Маяковского, сохранив комнату поэта в том виде, какой она была при жизни Владимира Владимировича.
Это решение вызвало недовольство со стороны Людмилы Маяковской, сообщившей в письме Леониду Брежневу (16 декабря 1971 года) о том, что наличие двух музеев Маяковского в одном городе ведёт «к созданию арены для постоянных классовых идеологических столкновений»:
«Я категорически, принципиально возражаю против оставления каких-либо следов о поэте и моём брате в старом бриковском доме».
Ситуация, связанная с созданием нового мемориального учреждения, вызвала живую реакцию в литературном сообществе. Так, Константин Симонов, выступая на заседании рабочей группы по ознакомлению с экспозицией музея в проезде Серова, отметил, что лишить Бриков «того места, которое они занимали в биографии Маяковского, можно только временно и насильно». Поэт Борис Слуцкий сообщил, что в основе деятельности отдельных литературоведов лежит стремление «опорочить Лилю Юрьевну Брик, самого близкого Маяковскому человека». По словам Роберта Рождественского, «если у человека 40 или 50 процентов лирических произведений посвящено Лиле Брик, то хоть мы все застрелимся, они всё равно будут посвящены Брик и никому другому».
При создании экспозиции директор нового музея Владимир Макаров отправил Лиле Юрьевне письмо, в котором напомнил, что в 1930 году Брик получила в прокуратуре 2113 рублей 82 копейки и два золотых кольца, найденные в комнате застрелившегося поэта. Попросив предоставить документы о перечислении части денег в налоговые органы, директор одновременно предложил Лиле Юрьевне передать музею золотые кольца (на одном из которых Маяковский в своё время выгравировал буквы Л. Ю. Б.), оригинал стихотворения «Лиличка!», рукописи поэм «Люблю» и «Про это», а также некоторые рисунки и личные вещи поэта. Лиля Юрьевна, перешагнувшая в ту пору восьмидесятилетний рубеж, не ответила ни на это, ни на следующее письмо от Макарова. В настоящее время в бывшей квартире Маяковского-Брик в Гендриковом переулке, не сохранившей, по словам литературоведа Анны Сергеевой-Клятис, никакого «мемориального пространства», базируется культурно-информационный центр посольства Корейской Республики.

## Последние годы. Самоубийство
В июне 1970 года умерла Эльза Триоле. В последнем письме Лиле, отправленном за десять дней до кончины, Эльза сообщала о хлопотах Арагона в связи с возможным приездом Брик и Катаняна в Париж, — речь шла о визовых проблемах, которые писателю пришлось решать на уровне посольств. После возвращения с похорон младшей сестры Лиля Юрьевна призналась, что Луи Арагон предложил ей с мужем сменить место жительства и переехать во Францию. Она отказалась: «У меня в Москве всё, там мой язык, там мои несчастья. Там у меня Брик и Маяковский».
С конца 1960-х годов Брик жила в основном в Переделкине, где семья имела небольшой дом, в котором почти постоянно находились гости. Среди тех, кто в ту пору приезжал к Брик и Катаняну, были Юрий Любимов, Татьяна Самойлова, Андрей Миронов, Мстислав Ростропович, Микаэл Таривердиев. Лиля Юрьевна поддерживала контакты с Пабло Нерудой, знакомство с которым произошло благодаря Эльзе Триоле, — чилийский поэт периодически звонил Брик, иногда присылал подарки: книги, глиняные игрушки, корзины с бутылками кьянти. В одном из писем он отправил посвящённое ей стихотворение, в котором были строки: «Я не знал костра её глаз и только по её портретам на обложках Маяковского угадывал, что именно эти глаза, сегодня погрустневшие, зажгли пурпур русского авангарда».
Когда в Москву приехал на гастроли театр «Марсельский балет», то возглавлявший его Ролан Пети несколько раз навестил Брик. В репертуаре его театра был спектакль «Зажгите звёзды», в основе которого лежала история любви Брик и Маяковского. По словам Майи Плисецкой, в этом балете присутствовали «картины, поражающие своим психологизмом, своей многозначностью», — к примеру, «дуэт с возлюбленной, Лилей, которая становится Вечной Музой поэта, и воображаемая встреча зрелого поэта с юным Маяковским». Брик не смогла посмотреть этот спектакль, но в знак благодарности передала Ролану Пети рисунок Фернана Леже «Танец».
Бывавший в Переделкине французский литератор и фотограф Франсуа-Мари Банье в декабре 1975 года опубликовал на страницах газеты Le Monde статью, в которой рассказал, что возлюбленная Маяковского осталась привлекательной даже в весьма зрелом возрасте: «Внешний угол её глубоко посаженных глаз подчёркивает линия чёрного карандаша… Руки у неё маленькие и очень тоненькие, разговаривая, она пользуется ими, словно играя гаммы. Что у Лили удивительно — это голос и её манера говорить. Голос как струнный квартет. Обаяние её сверкает, как весна».
Брик почти до последних дней вела большую переписку — в частности, обменивалась корреспонденцией с пережившими ГУЛАГ литераторами Александром Солженицыным и Татьяной Лещенко-Сухомлиной, детьми репрессированных военных деятелей Петром Якиром и Владимирой Уборевич. Специально для Владимиры Иеронимовны Лиля Юрьевна подготовила воспоминания о её близких, которые начинались словами: «Мирочка, дорогая, постараюсь написать для Вас то, что помню о Вашей, милой моему сердцу, семье». Незадолго до кончины Брик нашла адрес проживавшей в США Татьяны Яковлевой и сообщила ей, что сумела сохранить все письма «парижской возлюбленной» Маяковского. Позже Яковлева рассказала писательнице Зое Богуславской, что она откликнулась на неожиданное послание из Москвы: «Так что перед смертью мы объяснились. И простили друг друга».
В 1973 году в СССР широко отмечалось 80-летие со дня рождения Маяковского. На официальных мероприятиях Брик не присутствовала, но в её дом на семейный вечер по случаю дня рождения поэта прибыло немало гостей. Через три года, когда Брик исполнилось 85 лет, торжество в её честь устроил Ив Сен-Лоран: на обед в парижский ресторан Maxim’s были приглашены многие её друзья и знакомые, включая Полину и Филиппа Ротшильдов — владельцев винодельческих предприятий, которые, бывая в Москве, неизменно навещали Брик. Один из подарков Полины Ротшильд — норковую шубу из коллекции Кристиана Диора — Брик носила вплоть до последней своей зимы.
12 мая 1978 года Брик, находясь в Переделкине (по другим сведениям — в московской квартире), получила перелом шейки бедра, после которого утратила возможность вести прежний образ жизни. Несмотря на хороший уход и постоянное присутствие близких, она постепенно угасала и всё больше чувствовала собственную беспомощность. 4 августа, дождавшись, когда Василий Абгарович уедет в Москву, а домработница отлучится на кухню, Брик написала записку, в которой извинилась перед мужем и друзьями и попросила никого не винить в своей смерти. Затем она приняла большую дозу нембутала. Спасти её не удалось.
Через три дня состоялось прощание. На панихиде выступали Валентин Плучек, Константин Симонов, Рита Райт, Маргарита Алигер, Александр Зархи. Проститься с Брик прилетел из Грузии Сергей Параджанов с сыном Суреном. Кремировали её в том же здании, где и Маяковского. Единственным советским изданием, поместившим небольшой некролог в связи со смертью Брик, оказалась «Литературная газета». Зато зарубежная пресса подготовила много публикаций — так, одна из японских газет откликнулась на кончину «музы русского авангарда» словами: «Если эта женщина вызывала к себе такую любовь, ненависть и зависть — она не зря прожила свою жизнь». Разбирая архивы, Василий Абгарович нашёл написанное Лилей Брик завещание, в котором она просила развеять её прах в Подмосковье (по другим сведениям — поле без указания адреса). Катанян выполнил просьбу жены: последний обряд был проведён на одном из полей под Звенигородом. Позже там появился памятник-валун с буквами — ЛЮБ.

## Дневники и воспоминания
…шли вдоль дома в сторону Кутузовского проспекта, где на углу в те годы стояла овощная палатка. И в ней продавали длинные толстые огурцы, которые были в новинку и пользовались большим успехом. Очередь стояла небольшая. Я предложила Лиле Юрьевне встать в очередь, чтобы купить килограмм огурцов ей и нам. Что, мол, какая разница, где дышать свежим воздухом — в очереди или прогуливаясь. Она согласилась. Мы постояли минут двадцать, купили огурцы и двинулись в сторону дома.
— Инна, а вы знаете, что я сегодня первый раз в жизни стояла в очереди? — сказала мне Лиля Юрьевна.
Я была потрясена. Прожить почти шестьдесят лет при советской власти и ни разу не стоять в очереди! Это надо было уметь!
В течение многих лет жизни — начиная с гимназического возраста — Лиля Брик вела личный дневник. В настоящее время[уточнить] её тетради и блокноты находятся в архивах; содержание некоторых откровенных записей, согласно решению правонаследников Лили Брик, не может быть обнародовано ранее 2028 года. Поэтому после смерти Брик опубликованной оказалась только малая часть её дневников. Так, в книге «Пристрастные рассказы» (2003, 2011), одним из составителей которой была распорядитель архива искусствовед Инна Генс-Катанян, напечатаны фрагментарные записи от 1955 года с подробностями поездки Лили Брик и Василия Абгаровича Катаняна в Париж. В том же издании помещены дневники, охватывающие весьма драматичный период жизни Маяковского и Брик — с 1929 по 1932 год. Однако эти записи, по мнению исследователей, лишь конспективно воссоздают картину того времени; в них беглым пунктиром отмечены отдельные вехи из литературной биографии Маяковского и дана краткая информация о Бриках. Подобная лаконичность и осторожность объясняется тем, что в 1930-х годах, после ареста Виталия Примакова, Лиля Брик уничтожила свои дневники, в которых могли содержаться какие-либо компрометирующие сведения. Позже она восстановила их по памяти — в сокращённом варианте, без лишних подробностей.
Воспоминания о своей жизни, Маяковском, Осипе Брике, встречах с разными людьми Лиля Брик писала с перерывами в течение нескольких десятилетий. В СССР при жизни автора были напечатаны лишь небольшие отрывки из её мемуарного наследия (первая публикация относилась к 1932 году, последняя — к послевоенному периоду). В середине 1970-х годов в Италии вышла закамуфлированная под интервью её книга «С Маяковским». В 1975 году литературовед Бенгт Янгфельдт издал в Швеции фрагмент воспоминаний Брик о последних месяцах жизни поэта. Незадолго до своей смерти Лиля Юрьевна завизировала мемуарный текст, который в начале 1990-х вошёл в виде отдельной главы в книгу Василия Васильевича Катаняна «Имя этой теме: любовь». В XXI веке Инна Генс, собрав хранившиеся в доме Брик-Катаняна рукописи, подготовила к печати книгу «Пристрастные рассказы» (название, среди прочих вариантов, было некогда придумано самой Лилей Брик), в которую были включены не только воспоминания разных лет, но и часть эпистолярного наследия Брик.

## Аудиозаписи
В 1950-х годах в доме Брик-Катаняна появился катушечный магнитофон. Благодаря записям, сделанным в их квартире в разные годы, сохранилось авторское чтение стихов тех литераторов, что бывали в гостях у Брик. Так, существует запись от 1954 года, когда на устроенном Лилей Юрьевной вечере собрались
Назым Хикмет,
Пабло Неруда,
Луи Арагон,
Давид Бурлюк,
Эльза Триоле.
В 1961 и 1966 годах в доме Брик-Катаняна отмечались дни рождения поэта Алексея Кручёных, который также читал при включённом магнитофоне свои произведения.
Электромеханическое устройство использовалось Лилей Юрьевной для написания звуковых писем, адресованных Триоле и Арагону, а также Константину Симонову. Брик придавала большое значение умению литераторов донести свои стихи до слушателей. К примеру, в начале 1960-х годов, познакомившись со стихами студента-филолога из Ленинграда Виктора Сосноры, она призналась автору: «Жаль, что нельзя послушать Вас. Только иногда магнитофонную запись. Я убеждена, что Вы сейчас № 1».
При жизни Лили Брик её единственное «аудиопоявление» перед массовой аудиторией состоялось в 1968 году, когда на гибкой пластинке, являвшейся приложением к советскому литературно-музыкальному журналу «Кругозор», прозвучали её комментарии к стихотворению Маяковского «А вы могли бы?» (поэт читал его в 1920 году в фонетической лаборатории Института живого слова; Брик в этот момент находилась рядом). Уже после её смерти студия книгозаписи «Ардис» выпустила диск, на котором Лиля Юрьевна в течение 56 минут читает поэму Маяковского «Про это». Запись, как уточняется в аннотации, была сделана Василием Абгаровичем Катаняном в 1950 году.

Прочитала четко и почти вдохновенно.
Никакой аффектации, словно бы идя за текстом, почти повинуясь ему.
В некоторых местах явственно слышится и волнение, и боль. Это записывалось на тот же самый магнитофон, который «часто ставили на стол во время ужина (с согласия присутствующих), и таким образом сохранились разговоры людей, которые приходили в дом».

## Адреса проживания
- Санкт-Петербург (Петроград) — Улица Жуковского, д. 7, кв. 42.
- Сокольники, дача
- Москва:

```
  - Большой Чернышёвский переулок
[
7
]

  - Арбат дом № 53
[
258
]

  - Гендриков переулок дом № 15/13
  - Спасопесковский переулок, 3/1
  - Кутузовский Проспект дом № 4/2 подъезд 9, кв. 431
[
259
]
```

- Переделкино, дача

## Правонаследники
- 1978—1980 Василий Абгарович Катанян
- 1980—1999 Василий Васильевич Катанян[255] [260]
- 1999—2014 Инна Генс [261]
- с 2014 Юлия Генс (Julia Gens)[262]

## Архив
Крупный фонд Л.Ю. Брик (№2577) хранится в Российском государственном архиве литературы и искусства и насчитывает 1958 единиц хранения за 1891–1987 гг. В фонде содержатся рукописи Брик (переводы, воспоминания об О.М. Брике и В.В. Маяковском), дневники и записные книжки, переписки и фотографии. Также здесь хранятся материалы В.А. Катаняна: дневник, записные книжки, рабочие тетради и письма, а также рукописи В.В. Маяковского, Э. Триоле, Л. Арагона, Н.Н. Асеева и другие документы.

## Комментарий
1. ↑  Фразу Пастернака Бенгт Янгфельдт записал со слов литературоведа Романа Якобсона и впервые включил в книгу «Будетлянин науки», вышедшую в свет в Стокгольме в 1992 году; расшифрованная магнитофонная запись не была авторизована Якобсоном, скончавшимся десятью годами ранее[84].

## Воспоминания
- Брик Л. Ю., Катанян В. А., Катанян В. В. Письма и воспоминания. — М.: Издательство Юрайт, 2021. — 111 с. — (Антология мысли). — ISBN 978-5-534-08462-7.